# Maria Montessori
Maria Tecla Artemisia Montessori, nota come Maria Montessori (Chiaravalle, 31 agosto 1870 – Noordwijk, 6 maggio 1952) è stata una pedagogista, educatrice e medica italiana, internazionalmente nota per il metodo educativo che prende il suo nome, adottato in migliaia di scuole dell'infanzia, elementari, medie e superiori in tutto il mondo. Fu tra le prime donne a laurearsi in medicina in Italia.

## Biografia

### I primi anni

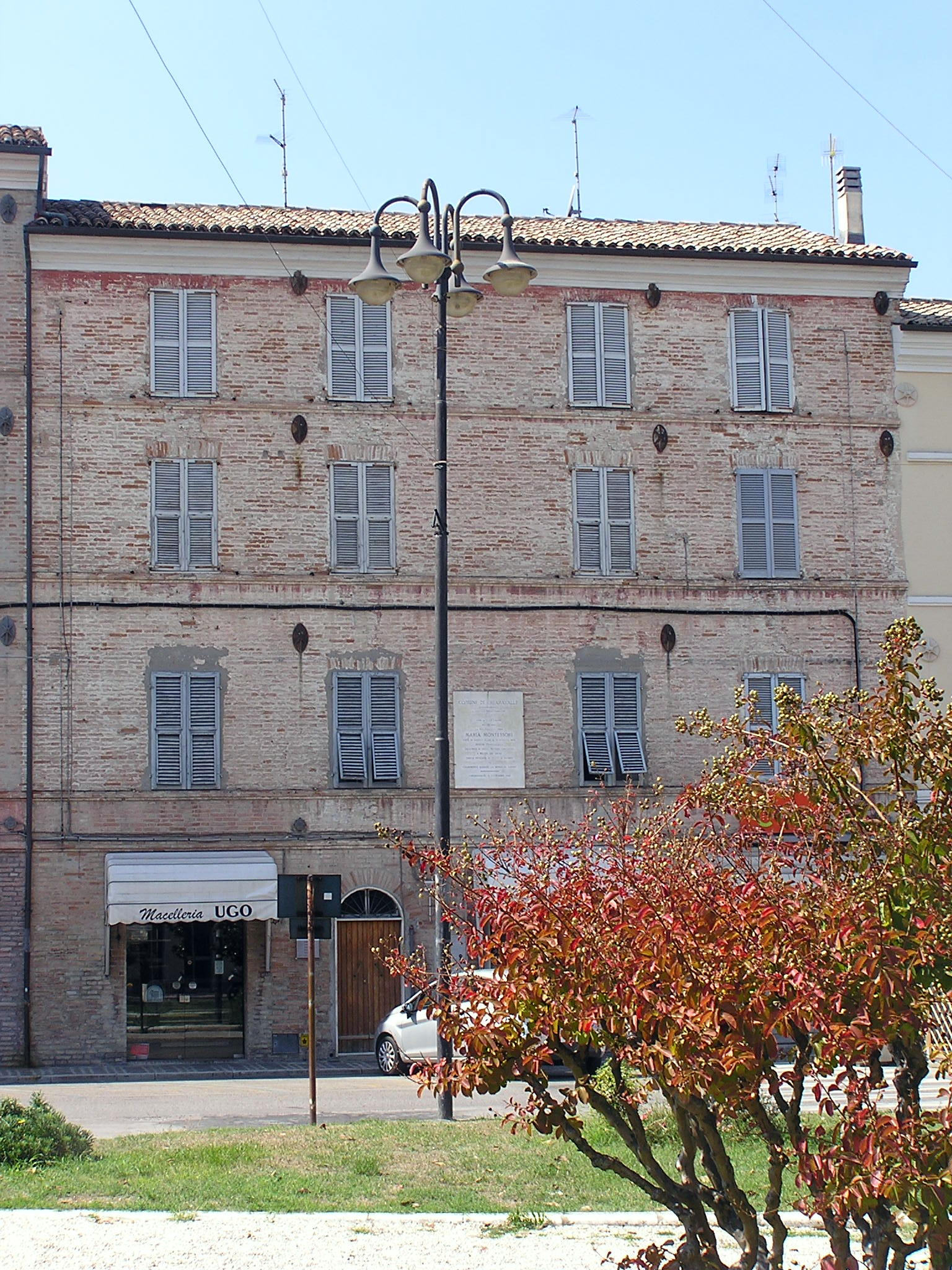
La casa natale di Maria Montessori a Chiaravalle, ora sede del museo dedicato alla pedagogista, gestito dalla Fondazione Chiaravalle-Montessori.

Figlia di Alessandro Montessori, emiliano, e di Renilde Stoppani, marchigiana, Maria nacque nel 1870 in un'abitazione al numero civico 10 di Piazza Mazzini a Chiaravalle, a pochi chilometri da Ancona. La sua casa natale è oggi una casa-museo dedicata alla sua figura. I genitori erano persone istruite e sensibili alle nuove idee politiche, che parlavano di unità italiana.
Il padre Alessandro era nato a Ferrara e, dopo aver lavorato come impiegato di concetto nelle saline di Comacchio, negli anni settanta era stato trasferito a Chiaravalle per un lavoro di controllo. È in questo luogo che incontrò la donna con la quale poi si sarebbe sposato, Renilde Stoppani. Nei suoi scritti il padre ci dà preziose informazioni sulla crescita e sullo sviluppo di Maria.

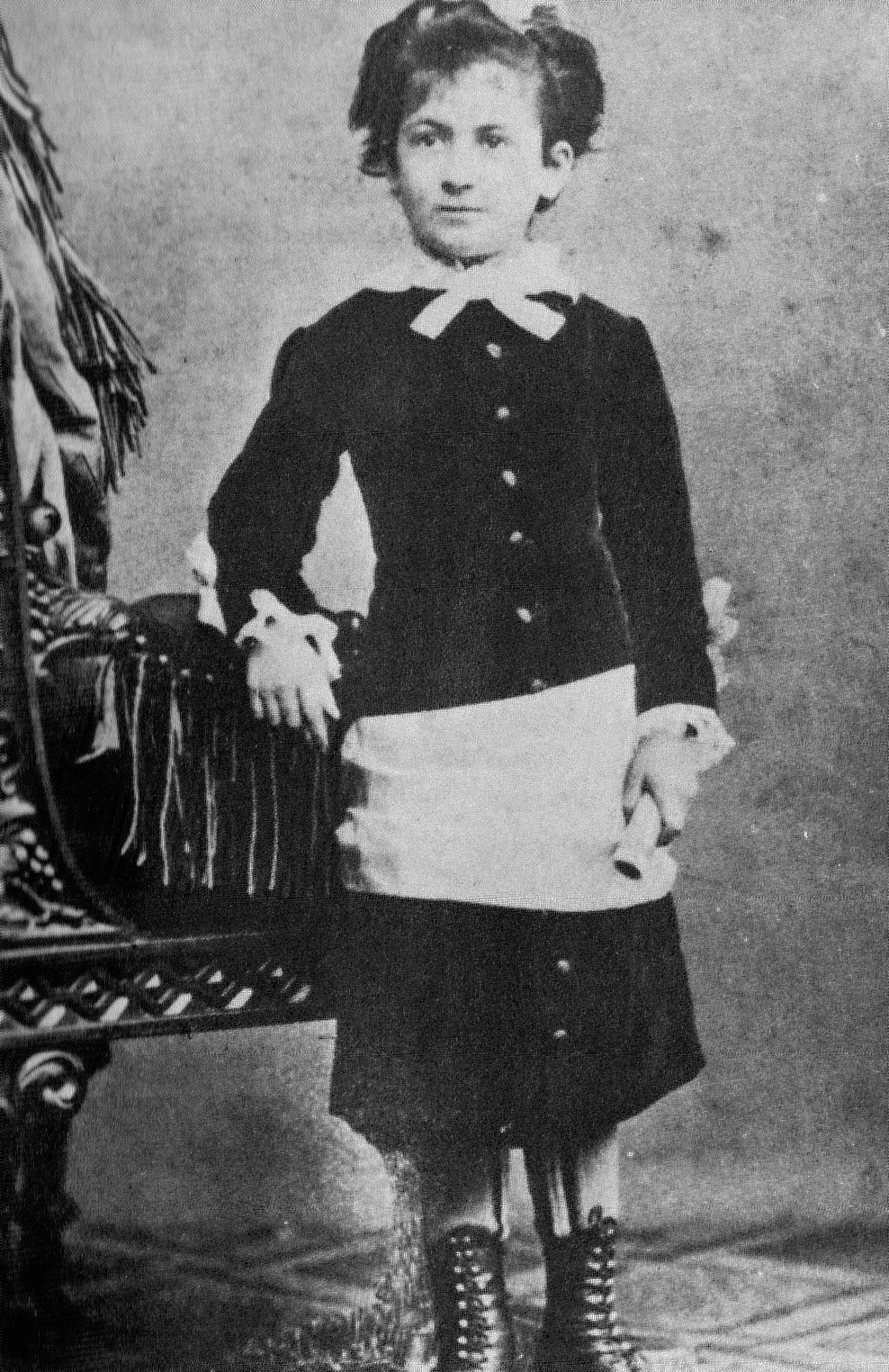
Maria Montessori a dieci anni

La madre Renilde (1840-1912) era originaria di Monte San Vito, paese nelle vicinanze di Chiaravalle, e proveniva da una famiglia di piccoli proprietari terrieri; era una donna istruita e amava molto la lettura. Come il padre, anche lei era cattolica, con una spiccata simpatia per gli ideali risorgimentali. Per parte di madre, Maria era nipote di Antonio Stoppani, abate e naturalista, ancor oggi celebre per essere stato autore del fortunato volume Il Bel Paese. La giovane Maria Montessori ebbe nell'abate Stoppani un punto di riferimento e nella madre un costante sostegno alle sue idee innovative e alle sue scelte di vita insolite per l'epoca, anche in contrasto con un certo conservatorismo del padre.
Maria Montessori rimase legata alla sua terra natale: nel 1971 il figlio Mario, durante la posa della prima pietra della nuova scuola Montessori di Ancona, raccontò che la madre, al ritorno dall'India, nell'estate del 1950, aveva espresso il desiderio di rivedere i luoghi in cui era vissuta. Con il figlio infatti si recò ad Ancona e a Chiaravalle, dove disse: Adesso sono contenta; adesso anche se muoio ho rivisto il mio paese. Inoltre, nel febbraio del 1906 scrisse un Proclama alle donne italiane, quasi interamente dedicato ad Ancona, in cui descrive la città osservandola dall'alto del Monte (si intende il Conero).
Nel febbraio del 1873 Alessandro venne trasferito a Firenze, dove rimarrà con la famiglia per due anni. Pochi anni dopo la famiglia affrontò un altro trasferimento: a Roma, divenuta da poco capitale, Maria venne iscritta alla scuola preparatoria comunale di Rio Ponte.
Fin da piccola Maria si era dimostrata vivace. Gli studi elementari non erano stati molto brillanti, a causa di problemi di salute tra cui una lunga rosolia. Studiò francese e pianoforte, che abbandonò presto. Verso gli 11 anni cominciò ad appassionarsi agli studi. La sua passione giovanile era l'arte drammatica. Eccellente in italiano, presentava però lacune in grammatica e matematica. Nel febbraio del 1884 si era aperta a Roma una scuola governativa femminile: la "Regia scuola tecnica" (oggi Istituto Tecnico "Leonardo Da Vinci", in via degli Annibaldi). La fondazione di questa scuola rientrava nel piano di politica scolastica dell'Italia post-unitaria. Maria fu tra le prime dieci alunne e si diplomò con 137/160.

### Scelta e percorso universitario

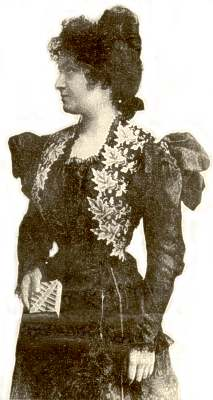
Maria Montessori in un ritratto giovanile

Fin dai primi anni di studio, la ragazza manifestò interesse per le materie scientifiche, soprattutto matematica e biologia, una circostanza che le causerà contrasti con il padre, il quale avrebbe voluto avviarla alla carriera d'insegnante; la madre, invece, non smise mai di sostenerla.
Maria Montessori non poté inizialmente iscriversi alla facoltà di Medicina, come era sua ferma intenzione, per la mancanza del diploma di maturità classica. . Per superare la difficoltà all'iscrizione, s'iscrisse alla Facoltà di Scienze e, dopo due anni, poté trasferirsi presso la Facoltà di Medicina dell'Università "La Sapienza" di Roma, sostenuta dal ministro Baccelli e anche da papa Leone XIII, che dichiarò: Tra tutte le professioni, quella più adatta per una donna è proprio quella di medico.
Entrata nella Facoltà, Maria Montessori dovette seguire norme rigide per riuscire a far parte di una comunità scientifica composta prevalentemente da uomini dato che, nel campo della medicina, erano ancora molti i pregiudizi nei confronti del genere femminile. Inoltre, Montessori era obbligata a fare pratica in anatomia principalmente di notte, così da non creare scandali poiché, in quel periodo, era irragionevole che una donna si trovasse alle prese con un corpo nudo di un defunto e che lavorasse con altri studenti uomini.
Per Montessori, particolarmente importanti per il futuro impegno a favore dei bambini dei quartieri poveri di Roma furono le lezioni di igiene sperimentale, tenute da Angelo Celli, marchigiano come lei, che era fermamente convinto che alcune malattie molto diffuse, come la malaria e la tubercolosi, non erano dovute a un'incapacità della scienza medica, ma erano espressione di marginalità sociale e dunque si sarebbero potute debellare solo con l'impegno dello Stato.
Nel 1896 sarebbe stata la terza donna italiana a laurearsi in medicina, specializzandosi successivamente in neuropsichiatria. Maria Montessori si dedicò con passione e metodo alla ricerca in laboratorio. Oltre ai corsi di batteriologia e microscopia, seguì il corso di ingegneria sperimentale. Studiò anche pediatria, all'ospedale pediatrico Bambino Gesù, ginecologia, all'ospedale San Giovanni e le malattie degli uomini, all'ospedale di Santo Spirito; queste strutture sanitarie sono situate tutte a Roma, e sono attive ancor oggi.
Maria Montessori era una studentessa molto capace, tanto che vinse un premio di mille lire (grossomodo quattromila euro del 2020) dalla Fondazione Rolli per un lavoro in patologia generale. Nel 1895 vinse un posto di "aggiunto in medicina" degli ospedali con il diritto di entrare nella Società Lancisiana, riservata ai dottori e professori degli ospedali di Roma. Il suo curriculum risultò eccellente in igiene, psichiatria e pediatria, materie che saranno alla base delle sue future scelte. Negli anni che precedettero la laurea, i suoi impegni di studio si orientarono sempre più verso ricerche di tipo sperimentale in laboratorio e di osservazione nelle sale del manicomio dell'ospedale di Santa Maria della Pietà di Monte Mario (Roma). Durante la preparazione della sua tesi, frequentò le lezioni di antropologia fisica (o biologica) tenute da Giuseppe Sergi. La tesi, che discusse il 10 luglio del 1896, fu a carattere sperimentale: quasi cento pagine scritte a mano che portano il titolo
"Contributo clinico allo studio delle allucinazioni a contenuto antagonistico" (pp. 33–37).

### Scelte e percorso lavorativo
Ottenne la nomina di assistente presso la clinica psichiatrica dell'Università di Roma, in collaborazione con Giuseppe Ferruccio Montesano (con cui ebbe un sodalizio professionale e affettivo), dedicandosi al recupero dei bambini e delle bambine con problemi psichici, al tempo definiti anormali. Il lavoro in clinica la portò a entrare materialmente in contatto con gli ambienti scientifici di Regno Unito e Francia. Nacque così il suo interesse per la letteratura scientifica francese del primo Ottocento a proposito dei casi di ragazzi selvaggi, allevati da animali, ritrovati in zone isolate nel corso del Settecento, e per gli esperimenti rieducativi tentati da Jean Marc Itard (1765-1835). 
Attirò inoltre la sua attenzione il lavoro svolto da Itard e dal suo collaboratore, Édouard Séguin (1812-1880), riguardo alla possibilità di inserimento nella comunità dei bambini e delle bambine anormali attraverso un percorso di educazione adeguato.
Proprio la partecipazione a numerosi convegni pedagogici, in varie città europee, le permetterà di entrare in contatto con la scuola di Itard e Seguin e di apprendere i loro metodi sperimentali di rieducazione dei minorati mentali.

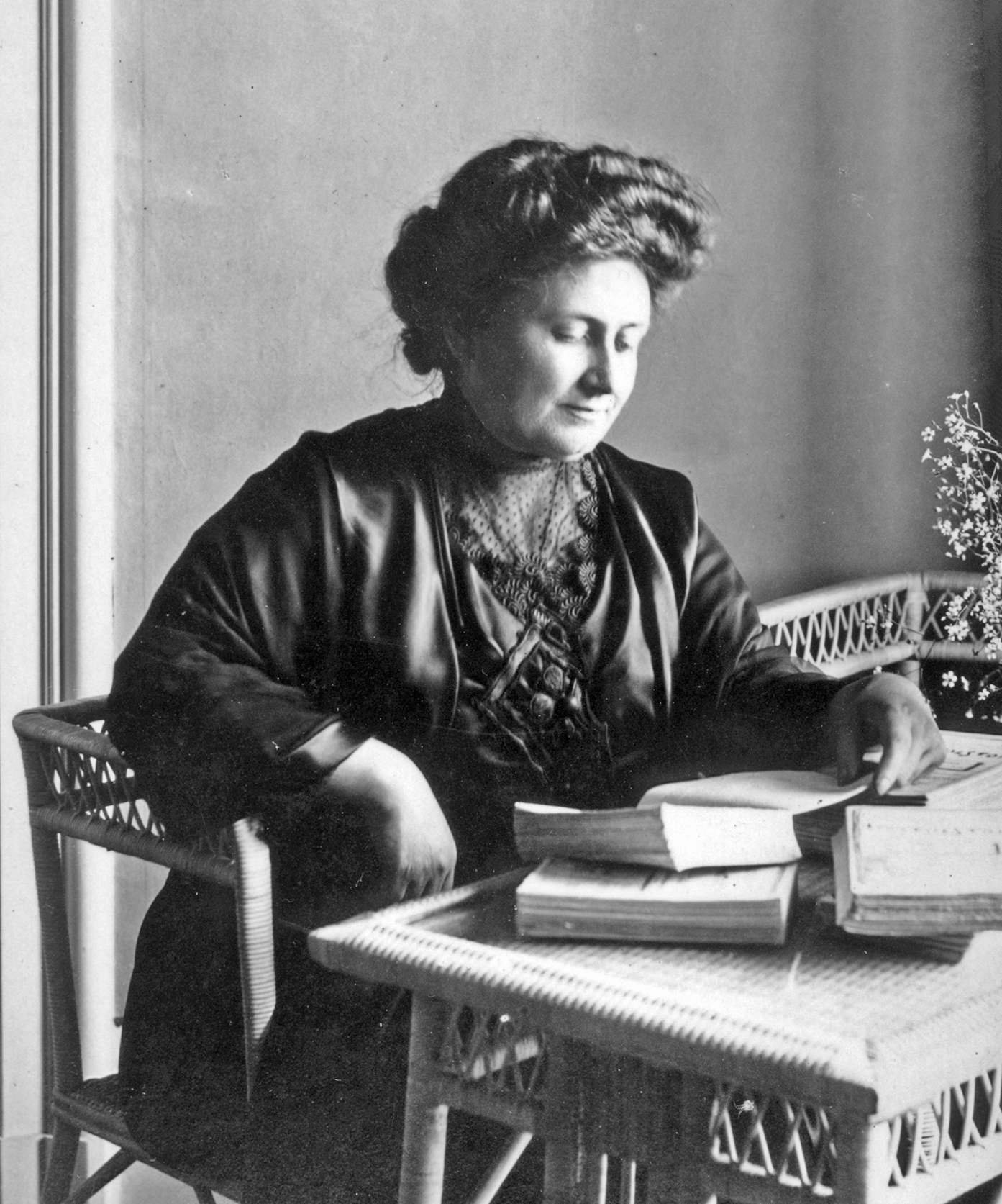
Maria Montessori a quarantatré anni

Nel 1898 presentò a Torino, al congresso pedagogico, i risultati delle sue prime ricerche e, dopo breve tempo, divenne direttrice della scuola magistrale ortofrenica di Roma. Con lo spostamento dei suoi interessi sul lato dell'educazione, decise di rinnovare le sue basi culturali frequentando corsi di filosofia e psicologia.
I suoi successi scientifici, conseguiti in un'atmosfera culturale fortemente influenzata dal positivismo, le valsero riconoscimenti e borse di studio, e la portarono a partecipare a una ricerca sui bambini ritardati, insieme al collega Giuseppe Montesano, con il quale iniziò una relazione sentimentale, mantenuta segreta. Dalla relazione con Montesano nacque nel 1898, un figlio, Mario, che Maria partorì di nascosto e affidò a una famiglia di Vicovaro (un paesino del Lazio), precisamente alle cure di Vittoria Pasquali, pur andando settimanalmente a trovarlo; successivamente lo fece iscrivere in un collegio. Dopo la morte della madre adottiva, Maria prese con sé il figlio, ormai quattordicenne, dicendo che era un nipote (la verità fu rivelata solo nel suo testamento).
Successivamente, il rapporto con Montesano finì in modo drammatico; dal momento in cui Maria Montessori apprese che Montesano avrebbe sposato un'altra donna, prese a vestirsi solo di nero, in lutto eterno per quell'amore finito. La rinuncia al figlio, unita alla fine della sua storia d'amore, segnarono senza dubbio cambiamenti fondamentali nella sua vita.
Nel 1899 aderì alla Società Teosofica, alla quale rimarrà legata negli anni a venire (tanto che, molto più avanti, si troverà a passare gli anni della seconda guerra mondiale ad Adyar, nella sede internazionale della società, sia pure in domicilio coatto, essendo cittadina italiana e quindi di un paese belligerante nemico). Come scrive Lucetta Scaraffia: « [...] non si trattò di un'adesione superficiale: il pensiero pedagogico della Montessori, i suoi scritti filosofico-femministi riportano notevoli tracce dell'influenza teosofica».
Nel 1903 venne nominata Medico Assistente di II Classe nei ruoli del Personale Direttivo della Croce Rossa Italiana, con un grado militare assimilabile a quello di sottotenente, a disposizione per i servizi degli Ospedali Territoriali della C.R.I.
Nel 1904 conseguì la libera docenza in antropologia ed ebbe dunque l'opportunità di occuparsi dell'organizzazione educativa degli asili infantili. Nel 1907, i baroni Alice e Leopoldo Franchetti contribuirono all'apertura della prima Casa dei bimbi a Roma e, dopo aver conosciuto personalmente la pedagogista marchigiana in casa della scrittrice Sibilla Aleramo, decisero di sostenerla concretamente invitandola a soggiornare presso villa Montesca nell'estate del 1909. Sollecitata dai Franchetti, Montessori mise per iscritto quella che poi sarebbe divenuta la prima edizione del suo celebre Metodo, dedicando l'opera ai due coniugi. Nello stesso periodo tenne anche il primo corso di formazione per maestre sul metodo Montessori presso Palazzo Alberti-Tomassini, sede del laboratorio della Tela Umbra a Città di Castello. In seguito a questo corso, la baronessa Franchetti inaugurò una "Casa dei Bambini" presso villa Montesca.
Grazie all'intermediazione di Alice Hallgarten Franchetti, Romeyne Robert Ranieri di Sorbello ebbe modo di incontrare sia Montessori sia l'istitutrice Felicitas Buchner presso Villa Wolkonsky a Roma nel 1909. Il metodo montessoriano fu adottato inizialmente per volontà della marchesa Romeyne direttamente sui suoi tre figli Gian Antonio, Uguccione e Lodovico Ranieri di Sorbello, e in particolar modo i primi due funsero letteralmente da cavie per testare i materiali montessoriani in sperimentazione alla Villa Montesca nell'estate del 1909. Il metodo fu poi applicato tra l'estate e l'autunno del 1909 alla didattica della scuola elementare rurale del Pischiello in Umbria, fondata dalla stessa marchesa Ranieri di Sorbello. La scelta del metodo Montessori da parte della marchesa Romeyne fu dettata dalla necessità di sopperire alle gravi condizioni di arretratezza culturale dell'infanzia locale che si predisponeva in età avanzata, tra i 6 e i 9 anni, all'alfabetizzazione affrontata nella classe prima..
Al suo arrivo negli Stati Uniti, nel 1913, il New York Tribune presentò Maria Montessori come the most interesting woman of Europe (la donna più interessante d'Europa). Da quel momento, il suo metodo riscuoterà un buon interesse nel Nord America, con il tempo poi affievolitosi, fino al ritorno in auge sostenuto da Nancy McCormick Rambusch, fondatrice, nel 1960, della Società Montessori Americana. Dal successo dell'esperimento romano nacque il "movimento montessoriano", dal quale nel 1924 avrà origine la "Scuola magistrale Montessori" e l'"Opera Nazionale Montessori", eretta, quest'ultima, in Ente morale e volta alla conoscenza, alla diffusione, all'attuazione e alla tutela del suo metodo. Maria Montessori ne divenne Presidente onoraria.

### L'impegno per l'emancipazione femminile
Maria Montessori è nota anche per il suo impegno a favore dell'emancipazione femminile. Nel 1896 partecipò al Congresso Femminile di Berlino, in veste di rappresentante dell'Italia. È rimasto famoso un suo intervento in tale sede sul diritto alla parità salariale tra donne e uomini. In quell'occasione le donne operaie della sua cittadina natale, Chiaravalle, raccolsero una somma per contribuire alle spese di viaggio. Partecipò anche al successivo Congresso Femminile di Londra (1899).
Nel 1906 scrisse sul giornale La Vita un appello in cui invitava le donne italiane a iscriversi nelle liste elettorali politiche, visto che nessuna legge vietava espressamente il suffragio femminile. In ciò trasse ispirazione dalla sua storia personale: nessuna legge proibiva in Italia l'iscrizione all'università di Medicina ed erano solo le convenzioni sociali a ritenere ciò impossibile; ciononostante, Montessori diventò medico. L'appello all'iscrizione alle liste elettorali fu colto da numerose donne, specialmente maestre, infermiere e ostetriche, che fecero richiesta in tal senso alle corti di appello delle loro città. Tutte le sentenze si conclusero con esito sfavorevole, fatta eccezione per la città di Ancona, dove dieci maestre ottennero la tessera elettorale, creando un importante precedente e anticipando di quarant'anni la conquista del diritto di voto femminile. In seguito a ciò, Maria Montessori scrisse, rivolgendosi alla città: "...In te nacque la donna, in te la redenzione femminile pose l'alto vessillo".

### La Montessori e il fascismo

Maria Montessori con una bambina

La collocazione politica di Montessori è stata variamente e strumentalmente interpretata nelle diverse fasi della sua vita. Nei primi decenni del Novecento, alcuni critici di sinistra l'hanno giudicata di destra per le tante scuole private aperte a suo nome e per le sue amicizie altolocate. D'altra parte, in casa idealista non piaceva l'importanza da lei data alla ricerca scientifica, né a destra si apprezzavano le concrete indicazioni per garantire criteri di uguaglianza e non classi basate su giudizi elitari.
Nel 1914 Maria Montessori si trasferì in Spagna, dove rimase fin oltre il termine del conflitto mondiale. Rientrata in Italia nel 1924, dopo essersi iscritta al partito fascista, ottenne il plauso del Duce:
(Benito Mussolini, nel discorso per festeggiare il rientro in patria della Montessori.)
Sempre nel 1924 si svolse a Milano un corso con le lodi del regime e la Società degli amici del metodo venne trasformata in Ente morale, prendendo il nome di Opera Nazionale Montessori, con sedi a Napoli e a Roma, con presidente onorario lo stesso Benito Mussolini. Tuttavia le piccole scuole, non direttamente volute da lui, gli davano lustro e fastidio allo stesso tempo, forse perché non esercitava sul progetto un controllo totale (se ne occupò anche Maria Josè di Savoia, che per il fascismo non aveva molta simpatia).
Fu questo il periodo in cui dominava sul piano culturale l'idealismo di Croce e di Gentile: lontani su alcuni aspetti, ma entrambi sostenitori di un attacco frontale nei confronti di un'educazione scientifica e dunque dell'impostazione che caratterizzava anche il metodo montessoriano.

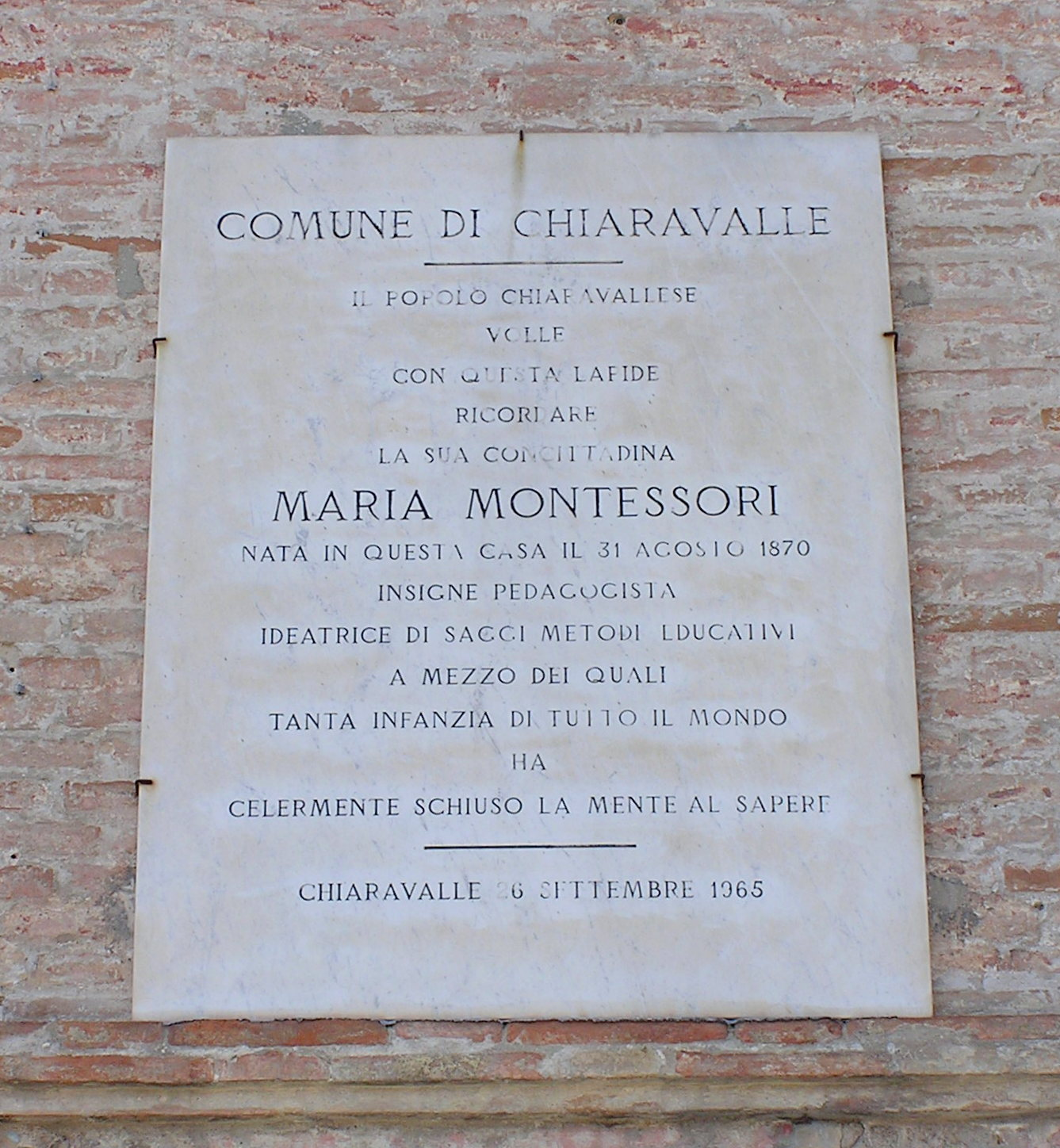
La targa posta sulla facciata della casa natale di Maria Montessori a Chiaravalle

Nello stesso anno il direttore generale per il settore educativo, Giuseppe Lombardo Radice, che negli anni precedenti si era mostrato a favore del metodo Montessori, le mosse invece una serie di pesanti critiche: l'accusa di aver rubato idee a Rosa e Carolina Agazzi, sostenendo che solo le due sorelle bresciane avevano elaborato un metodo veramente "italiano".
Sulla scia di Lombardo Radice arrivarono altre critiche. Montessori venne definita «abile ammaliatrice», «camuffatrice», «affarista». Ancora una volta Maria lasciò cadere le critiche, come se non la riguardassero, ma da allora i rapporti con il fascismo cominciarono a deteriorarsi.
Proprio lasciando cadere nel nulla le critiche che le venivano rivolte, Montessori poté organizzare nel 1926 il primo corso di formazione nazionale che preparava gli insegnanti a seguire il suo metodo. Tra l'altro, nonostante le accuse di poca italianità, Mussolini in persona sosteneva Montessori, ritenendo che la fama internazionale che ella aveva raggiunto fosse un vanto per l'Italia; il capo del fascismo ricoprì addirittura la carica di presidente onorario del corso e donò dal proprio fondo personale un sussidio di lire 10 000 a favore dell'Opera. Il corso si tenne a Milano e vi parteciparono ben 180 maestri. Essi provenivano soprattutto dalle zone più vicine alla sede del corso (Lombardia e Veneto) e dalle Marche, terra natale della Montessori; altri partecipanti provenivano da Roma. Il corso durò sei mesi ed ebbe il patrocinio del governo fascista.
Nel 1929, anche grazie all'impegno del figlio Mario, fu fondata l'Associazione Montessori Internazionale (AMI), con sede a Roma, che ebbe il convinto appoggio, tra gli altri, di Sigmund Freud, Jean Piaget e Rabindranath Tagore. Nel 1930 e nel 1931 si tennero a Roma i corsi internazionali di formazione per il metodo Montessori.
Terminati i corsi internazionali e le conferenze all'estero, soprattutto quella di Ginevra sulla pace che ebbe risonanza internazionale, si approdò a una rottura definitiva con il regime: nel 1934 arrivò l'ordine di chiusura di tutte le scuole Montessori, sia per adulti sia per bambini, fatta eccezione per due o tre classi che vivranno nella semiclandestinità. Nello stesso anno anche Hitler ordinò la chiusura delle scuole Montessori in Germania insieme alle Waldorf. Nel 1936 il regime chiuse per ordine del ministro Cesare Maria De Vecchi anche la Regia scuola triennale del Metodo Montessori, che a Roma preparava i maestri fin dal 1928. Nel 1933 uscì La pace e l'educazione, ma Maria Montessori era ormai emarginata dalla cultura fascista.
Nel 1933 Maria Montessori e il figlio decisero di dimettersi dall'Opera Nazionale, che in pratica verrà definitivamente chiusa dal fascismo nel 1936, insieme alla "Scuola di metodo" operante a Roma dal 1928. A causa degli ormai insanabili contrasti con il regime fascista, fu costretta ad abbandonare l'Italia nel 1934.

### I viaggi e le ultime attività

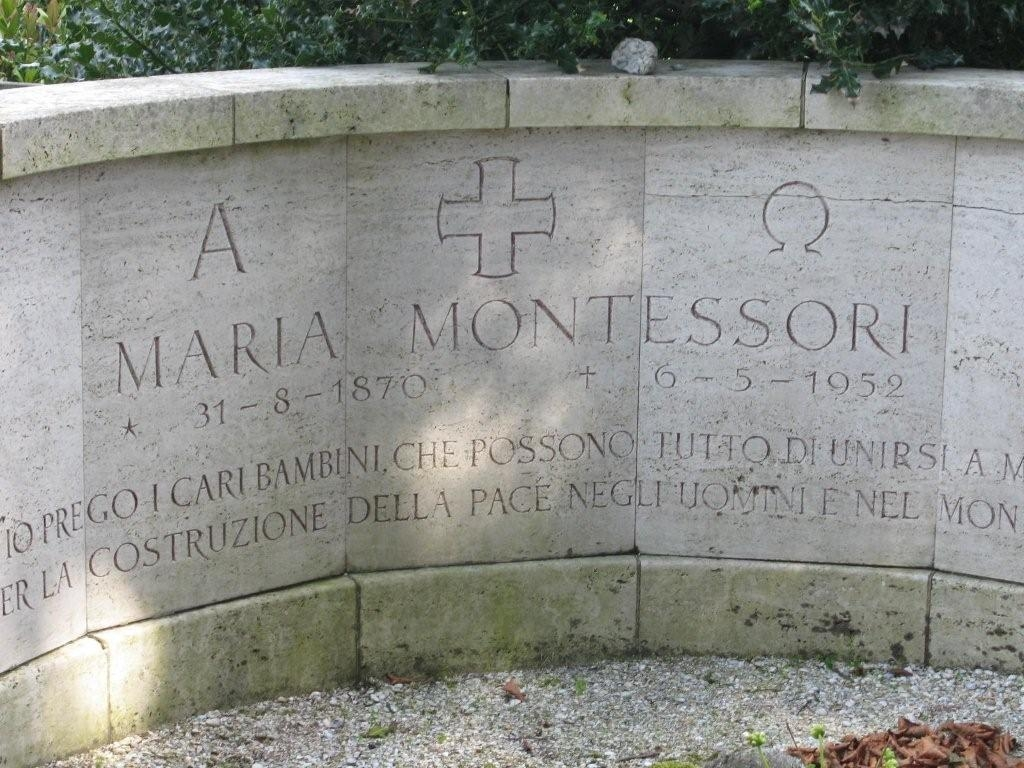
La tomba di Maria Montessori a Noordwijk (Paesi Bassi). La scritta dice: «Io prego i cari bambini, che possono tutto, di unirsi a me per la costruzione della pace negli uomini e nel mondo».

Continuarono così i suoi viaggi in vari paesi per diffondere la propria teoria educativa. Si recò in India, dove venne sorpresa dallo scoppio della Seconda guerra mondiale e dove venne internata, insieme al figlio, in quanto cittadina di un paese nemico. Venne rilasciata nel 1944 e tornò poi in Europa nel 1946, accolta ovunque con onori.
Al suo rientro in Italia, nel 1947, si preoccupò innanzitutto di ricostruire l'Opera Nazionale alla quale vennero affidati praticamente gli stessi compiti previsti dallo statuto del 1924, la cui attuazione e il cui sviluppo venne favorito anche attraverso la rivista "Vita dell'infanzia", di cui Maria ispirò e determinò la nascita nel 1952. Grazie all'impulso datole da Maria Jervolino e Salvatore Valitutti, l'Opera Nazionale Montessori poté riprendere e sviluppare le proprie finalità, valorizzando i principi pedagogici della fondatrice e diffondendo la conoscenza e l'attuazione del metodo.
Trasferitasi temporaneamente presso amici nella città di Noordwijk, nei Paesi Bassi, venne richiesto nel 1951 il suo aiuto dallo Stato del Ghana, di imminente costituzione, per organizzarne l'ordinamento scolastico. Incerta se accettare, fortemente dissuasa dal figlio che temeva per la sua salute a causa di un viaggio così lungo, Maria Montessori morì il 6 maggio 1952 a Noordwijk. Sulla sua tomba si legge, in lingua italiana: «Io prego i cari bambini, che possono tutto, di unirsi a me per la costruzione della pace negli uomini e nel mondo».
Esiste una bibliografia montessoriana molto vasta e articolata; ciononostante risultano non ancora tradotte in Italia alcune classiche opere biografiche sulla studiosa.

## Pensiero pedagogico

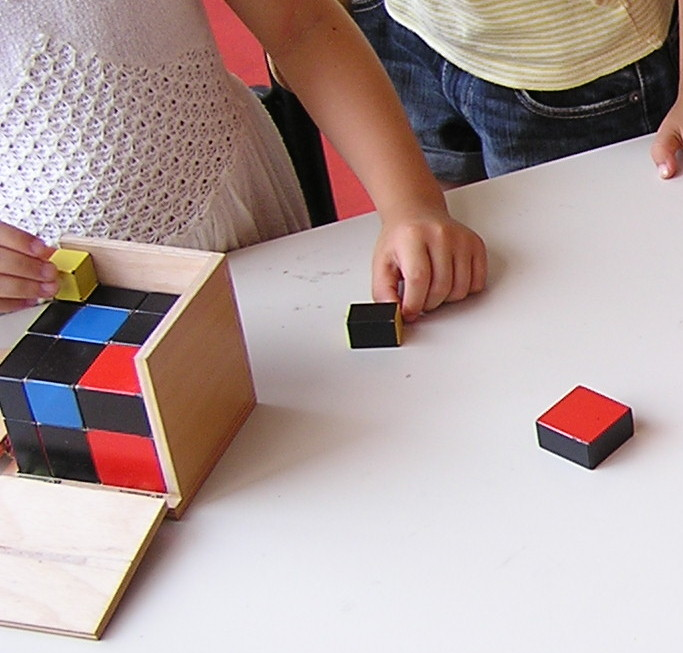
Noto materiale didattico Montessori: il cubo del trinomio

### Dall'educazione dei bambini con problemi psichici all'educazione di tutti i bambini
Il metodo montessoriano parte dallo studio dei bambini e delle bambine con problemi psichici, espandendosi allo studio dell'educazione per tutti i bambini. Montessori sosteneva che il metodo applicato su persone "frenasteniche" aveva effetti stimolanti anche se applicato all'educazione di bambini non affetti da disabilità. Il suo pensiero identifica il "bambino come essere completo, capace di sviluppare energie creative e possessore di disposizioni morali", che l'adulto ha ormai compresso dentro di sé rendendole inattive. Il principio fondamentale deve essere la "libertà dell'allievo", poiché solo la libertà favorisce la creatività del bambino già presente nella sua natura. Dalla libertà deve emergere la disciplina.

### Dalla libertà alla volontà e alla disciplina
Per Maria Montessori la disciplina deriva dal "lavoro libero"; essa nasce solo quando nel bambino emerge l'interesse autentico, ossia quando egli "sceglie" il lavoro assecondando il proprio istinto, capace di procurare uno stato di raccoglimento assoluto. Compito dell'insegnante sarà lavorare al mantenimento di questo stato tramite l'educazione al movimento. Secondo Maria Montessori è proprio il movimento a giocare un ruolo centrale, poiché la personalità si forma con il crescere all'unisono di facoltà psichiche e facoltà motorie. È quando il bambino impara a muoversi seguendo uno scopo che sia connesso con l'attività psichica che saprà dirigere la propria volontà; solo allora sarà disciplinato. Per questo motivo il lavoro nelle "Case dei Bambini" è basato sul movimento; entrando in un ambiente costruito a sua misura, con materiali ideati per l'utilizzo autonomo dalla stessa Montessori, il bambino può scegliere la propria attività, seguendo l'istinto, svegliando l'interesse e la concentrazione. Un bambino concentrato non è ancora un bambino disciplinato perché un bambino disciplinato è capace di orientare la propria volontà al raggiungimento di un fine. La volontà si rinforza e si sviluppa con esercizi metodici. L'insegnante aiuterà il bambino in questo processo con attività previste dal metodo chiamate "lezioni di silenzio" nelle quali egli sperimenterà l'immobilità perfetta, l'attenzione nel percepire il suono del proprio nome pronunciato da lontano, movimenti leggeri coordinati allo scopo di non urtare oggetti. Solamente quando il bambino sarà in grado di orientare la propria volontà a un fine, saprà obbedire ed essere quindi disciplinato. L'adulto, dice Montessori, quando richiede la disciplina e l'obbedienza al bambino trascura quasi sempre la volontà di questo; gli propone un modello da imitare: «fai come faccio io!», oppure un comando diretto: «stai fermo!», «stai zitto!». Bisogna domandarsi: «come può il bambino scegliere di obbedire se ancora non ha sviluppato la volontà?». La risposta è contenuta in questo nodo teorico districato da Montessori: dalla libertà alla disciplina.

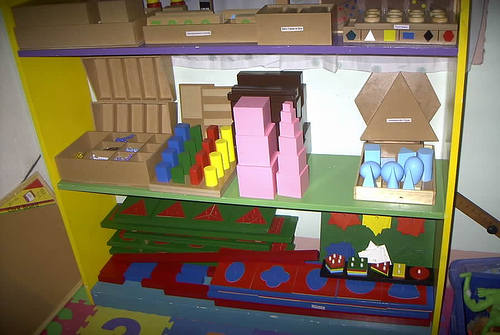
Una scelta di alcuni tra i più noti materiali didattici montessoriani. Si riconoscono la torre rosa, gli incastri metallici (blu e rossi), i solidi geometrici (celesti) e dietro a essi la scatola dei triangoli costruttori

Un individuo disciplinato è capace di regolarsi da solo quando sarà necessario seguire delle regole di vita. Il periodo infantile è un periodo di enorme creatività, è una fase della vita in cui la mente del bambino assorbe le caratteristiche dell'ambiente circostante facendole proprie, crescendo per mezzo di esse, in modo naturale e spontaneo, senza dover compiere alcuno sforzo cognitivo. Con Maria Montessori molte regole dell'educazione consolidate nei primi anni del secolo cambiarono. I bambini "subnormali" venivano trattati con rispetto, venivano organizzate per loro delle attività didattiche. I bambini dovevano imparare a prendersi cura di sé stessi e venivano incoraggiati a prendere decisioni autonome.

### Metodo Montessori e psicologia scientifica
Maria Montessori sviluppò tutto il suo pensiero pedagogico partendo da una critica costruttiva della psicologia scientifica, corrente di pensiero affermatasi nei primi anni del secolo. L'equivoco di base della psicologia scientifica era da ricercare nella sua illusione di fondo, secondo la quale erano sufficienti "un'osservazione pura e semplice" e una "misurazione scientifica" per creare una scuola nuova, rinnovata ed efficiente. Il pensiero pedagogico montessoriano riparte dalla "pedagogia scientifica". Infatti l'introduzione della scienza nel campo dell'educazione è il primo passo fondamentale per poter costruire un'osservazione obiettiva dell'oggetto. L'oggetto dell'osservazione non è il bambino in sé, ma la scoperta del bambino nella sua spontaneità e autenticità. Infine, della scuola tradizionale infantile Maria Montessori critica il fatto che, in essa, tutto l'ambiente sia pensato a misura di adulto. In un ambiente così concepito, il bambino non si trova a suo agio e quindi nelle condizioni per poter agire spontaneamente.

### Nebule,periodi sensitivie ruolo dell'ambiente
Maria Montessori definisce il bambino come un «embrione spirituale» nel quale lo sviluppo delle funzioni mentali superiori si associa allo sviluppo biologico, per sottolineare che, alla nascita, niente è già preformato in lui, ma sono presenti delle "nebule" (oggi diremmo potenzialità che esprimono bisogni specifici antropologici ed evolutivi del bambino, che l'ambiente deve soddisfare), le quali hanno il potere di svilupparsi spontaneamente, ma solo a spese dell'ambiente, solo assimilando dall'ambiente esterno gli elementi necessari per la costruzione delle funzioni mentali superiori. Nello sviluppo dell'attività nervosa superiore sono presenti dei periodi sensitivi, cioè periodi specifici in cui si sviluppano particolari capacità. Maria Montessori definisce «mente assorbente» questa tendenza del bambino nei primi anni di vita all'assorbimento inconsapevole dei dati del suo ambiente, sottolineando la specificità dei processi mentali infantili rispetto a quelli dell'adulto. Ecco perché l'embrione umano deve nascere prima di completarsi e si può sviluppare solo dopo la nascita, perché le sue potenzialità devono essere stimolate dall'ambiente.
Queste nebule, alla luce della neuropedagogia antropoevolutiva, sono definibili come potenzialità e mappe bio-neurali o, più in generale, come «potenzialità plastiche del cervello» ed esprimono dei bisogni specie-specifici da soddisfare. Per un esito maggiormente efficace, ciò deve avvenire nei periodi che la Montessori definisce "sensitivi", ad esempio quello per lo sviluppo della motricità fine, che dai 3 ai 4 anni consente già di impugnare correttamente lo strumento della scrittura, grazie all'affinamento dell'opposizione indice-pollice, e anche di raccogliere briciole di pane.

### Educazione Cosmica

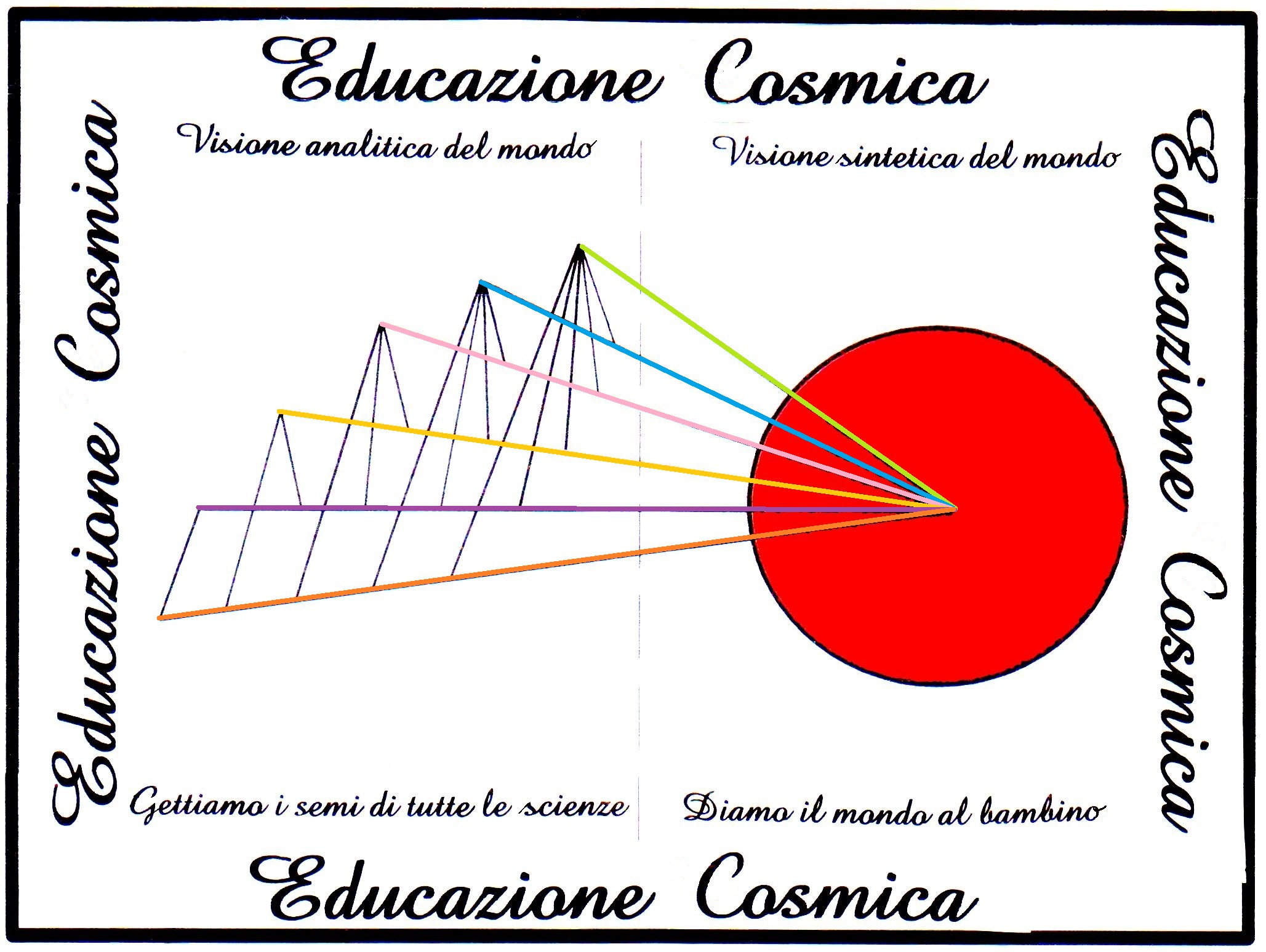
Immagine simbolica dell'Educazione Cosmica

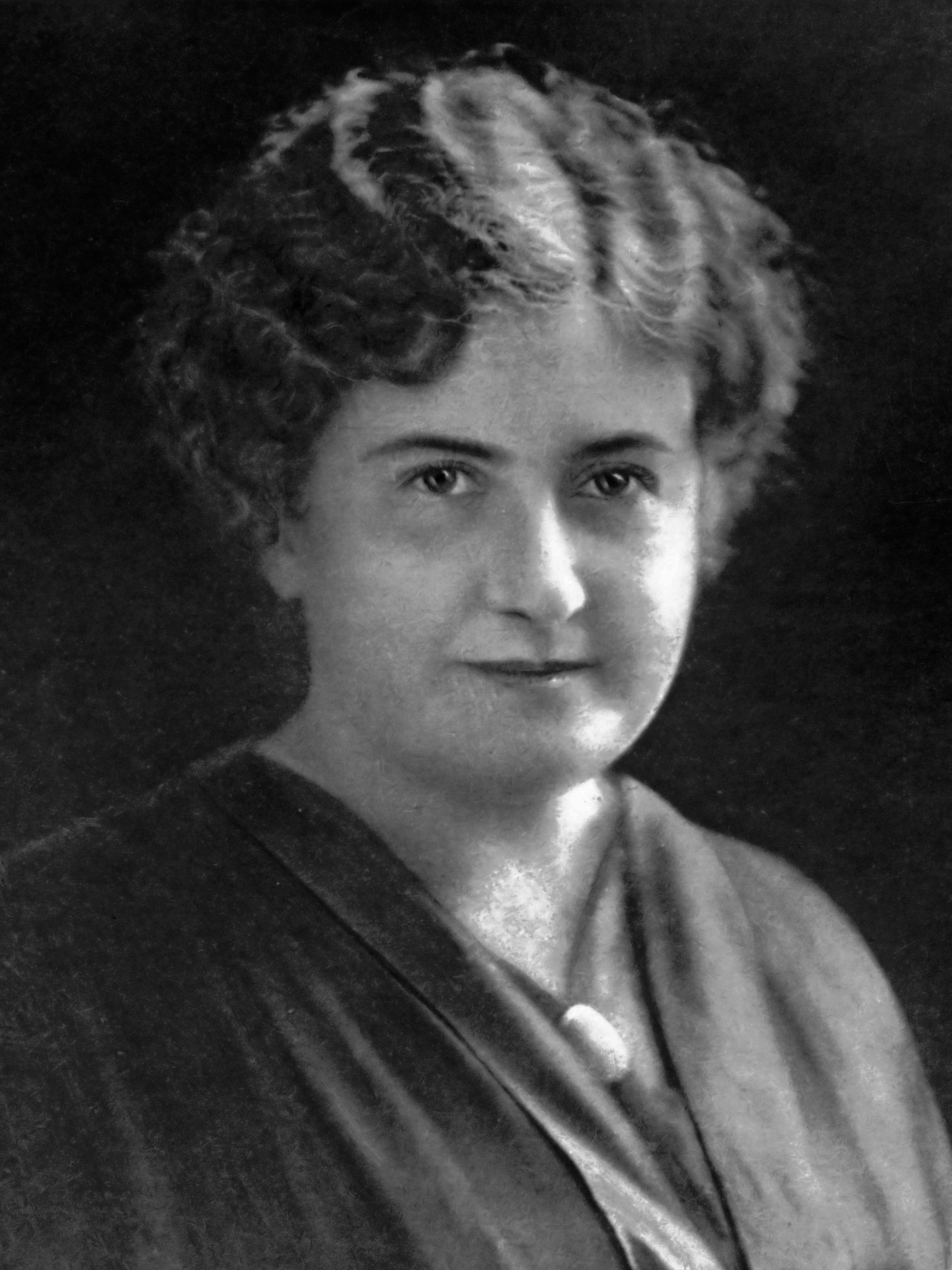
Maria Montessori

Tipico delle scuole Montessori è l'insegnamento dell'Educazione Cosmica. Il concetto di Educazione Cosmica è basato sull'idea del piano cosmico ossia sul fatto che ogni forma di vita poggia su movimenti intenzionali aventi uno scopo non soltanto in se stessi, e che ogni cosa è collegata alle altre e ha il suo posto nell'universo. Il piano cosmico conduce all'idea del compito cosmico, ossia la collaborazione di tutti gli esseri animati e inanimati.
In questo quadro Maria Montessori identifica come finalità della vita dell'uomo la "costruzione di qualcosa che supera la natura": la Supernatura. Attraverso il suo lavoro, che riguarda "ad un tempo la mano e l'intelligenza", l'uomo mette in atto un processo creativo mediante il quale domina la materia, conquista l'ambiente e trasforma la natura. Delle sue scoperte e conquiste beneficia l'intera umanità nello spazio e nel tempo e l'educazione ha il compito di rendere visibile il principio armonico e unificatore che pervade l'intero universo e di svelare questa interconnessione, cosicché attraverso l'analisi e la riflessione possa manifestarsi un sentimento di gratitudine. L'uomo infatti "deve ancora prendere coscienza delle responsabilità ben più grandi che ha nell'adempimento di un compito cosmico, di dover lavorare con gli altri per il suo ambiente, per l'intero universo".
L'Educazione Cosmica abbraccia i concetti di educazione ecologica, educazione alla pace ed educazione alla mondialità, ma non si esaurisce con la somma di essi, in quanto il suo scopo principale è guidare il bambino verso l'amore per la vita, al sentirsi parte dell'universo e a trovare il proprio scopo nel mondo. Nelle scuole montessoriane le idee dell'Educazione Cosmica influenzano profondamente l'insegnamento di tutte le discipline e non solo quello della Storia, della Geografia e delle Scienze, come a volte si pensa.
Punto cardine dell'Educazione Cosmica montessoriana è il continuo rimando dall'esperienza personale a quella universale, dal concreto all'astratto, dall'analisi alla sintesi. Per quanto riguarda la sintesi, dice Montessori che conoscere l'immenso mondo è l'imperativo cui il bambino deve rispondere di fronte al piano cosmico. Infatti, la celebre pedagogista scrive anche "...diamo [all'infanzia] una visione dell'intero universo". Per quanto riguarda poi l'analisi, dice che si deve "dare al bambino un'idea di tutte le scienze, non già con particolari e precisazioni, ma soltanto con un'impressione: si tratta di seminare le scienze, in quest'età in cui esiste una specie di periodo sensitivo dell'immaginazione.".
I motti dell'Educazione Cosmica sono dunque: "Diamo il mondo al bambino", da cui deriva "Visione sintetica del mondo"; "Gettiamo i semi di tutte le scienze", da cui deriva "Visione analitica del mondo". A proposito del "gettare i semi di tutte le scienze", si riportano le parole stesse di Maria Montessori:
moderna è diventata una cosa impossibile: sorge così la necessità di un metodo speciale grazie al quale tutti i fattori della cultura possono essere presentati ad un bambino; non in un programma che gli venga imposto, con esattezza di particolari, ma diffondendo il massimo numero di germi di interesse. Essi saranno appena recepiti dalla mente, ma potranno germogliare più tardi, man mano che la volontà si precisa, e così egli potrà divenire un individuo adatto a questa nostra epoca in espansione.»
(Maria Montessori, Come educare il potenziale umano)
La nascita del concetto di educazione cosmica montessoriana viene fatta risalire al 1942, quando, a causa della guerra, Maria Montessori e suo figlio Mario sono confinati nelle colline indiane, a Kodaikanal, e insegnano ai bambini tra i due e i dodici anni. Si pensa che le idee sull'educazione cosmica montessoriana, in quegli anni, furono inspirate in qualche modo dalla cultura indiana e dalla figura di George Arundale, presidente della Società teosofica.
Illuminanti sul concetto di educazione cosmica sono le parole stesse di Maria Montessori:
altri. La grande legge che regola la vita nel cosmo è quella della collaborazione tra tutti gli esseri. Approfondire lo studio di questa legge significa lavorare per il trionfo della unione fra i vari popoli, e quindi, per il trionfo della civiltà umana»
(Maria Montessori, Educazione e pace, Garzanti, Milano 1949, Opera Nazionale Montessori, Roma 2004 (pagina 20))

### Educazione Musicale
Il pensiero pacifista di Maria Montessori e l'elaborazione del “piano cosmico”, centrali nella sua filosofia educativa, sono costituiti da principi che allo stesso tempo si ritrovano alla base di un'educazione di cui la musica è elemento essenziale, cioè: i principi di libertà, autonomia, collaborazione, partecipazione, rispetto e solidarietà.
Dal punto di vista della pedagogia montessoriana "La musica aiuta e potenzia la capacità di concentrazione, ed aggiunge un nuovo elemento alla conquista dell'ordine interiore e dell'equilibrio psichico del bambino" quindi l'educazione musicale ha una funzione indispensabile nella vita di ogni essere umano e soprattutto nello sviluppo del fanciullo.
Affermando ciò, Montessori evidenzia gli effetti positivi che hanno l'ascolto e la pratica musicale per il bambino, sia dal punto di vista psichico sia dal punto di vista cognitivo e neurologico, favorendo lo sviluppo dell'orecchio e aumentando le capacità di attenzione e di concentrazione. Inoltre, dato che la musica è strettamente collegata al movimento, la sua applicazione garantisce un miglioramento delle capacità ritmiche e di coordinazione nella produzione di suoni tramite il proprio corpo, come ad esempio: lo schiocco delle dita, il battito delle mani, il battere i piedi, tutte azioni che caratterizzano la “body percussion”.
Maria Montessori, per favorire ai discenti una completa educazione musicale, decise di introdurre nelle case dei bambini materiali ben precisi, utilizzati ancora oggi per esercitazioni pratico-sensoriali, per educare all'ascolto e per l'apprendimento della “scrittura” musicale. Tra questi strumenti troviamo:
- Le scatole dei rumori: due scatole ognuna con sei cilindri di legno all'interno. La prima scatola contiene cilindri rossi che se agitati vanno a produrre rumori diversi; la seconda invece contiene cilindri blu, che se scossi producono rumori identici. Lo scopo di questi oggetti è il percepire e il riconoscere i rumori, ma anche allenare la mano, il polso e il braccio all'utilizzo di strumenti musicali.
- I campanelli: serie di campane con colori differenti, che possiedono suoni che vanno dal più grave al più acuto. L'obiettivo è educare l'udito attraverso la capacità di percepire l'altezza del suono, e di riuscire ad associare i suoni alle note giuste.
- Strumenti ritmici: come tamburi, maracas, piatti, legnetti e molto altro, con l'obiettivo di classificare e riconoscere, tramite l'udito e la vista, i singoli strumenti.
- La voce: strumento musicale più utilizzato nelle scuole soprattutto per lo sviluppo del linguaggio parlato[49].

È proprio grazie a questi strumenti che, secondo la pedagogista, nell'ambiente educativo bisogna organizzare un angolo musicale, cioè un luogo dove i bambini sperimentano ed esplorano questi oggetti sonori entrando in contatto con il mondo della musica. L'educazione musicale nel metodo Montessori arricchisce il fanciullo, sviluppando in lui capacità intellettive, psicomotorie e soprattutto creative, riuscendo a educarlo non solo all'indipendenza, all'autonomia e alla libertà di agire, ma anche al confronto e all'interazione con i coetanei. Inoltre, migliora l'apprendimento attraverso l'ascolto; accresce la manualità con gli strumenti musicali e arricchisce le proprietà linguistiche attraverso l'ausilio di filastrocche e canti. Concludendo, per Maria Montessori, l'educazione musicale costituisce un tassello fondamentale per una formazione globale del bambino.

## La prima "Casa dei bambini"
Nel 1906 l'Istituto Romano Beni Stabili, diretto da Edoardo Talamo, decide la costruzione di 58 nuovi palazzi nel quartiere San Lorenzo in Roma, utilizzando maestranze non particolarmente qualificate. Per risolvere il problema dei figli dei lavoratori, Talamo si rivolge a Maria Montessori.
Nel 1907 fonda così la prima "Casa dei Bambini", destinata non più ai bambini portatori di handicap ma ai figli degli abitanti del quartiere San Lorenzo di Roma. Si tratta di una casa speciale, "non costruita per i bambini ma è una casa dei bambini". È ordinata in maniera tale che i bambini la sentano veramente come loro.

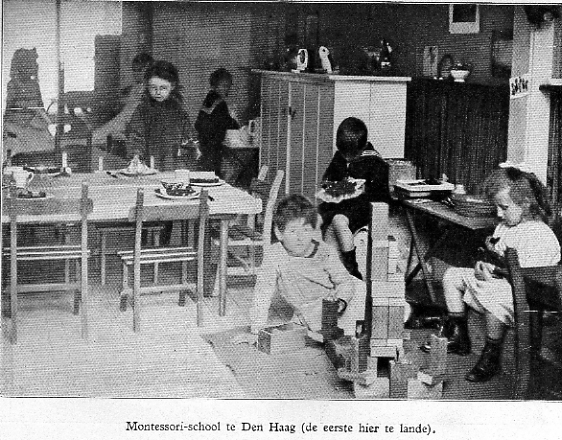
La scuola Montessori de L'Aja, la prima a essere stata aperta nei Paesi Bassi

L'intero arredamento della casa è progettato e proporzionato alle possibilità del bambino. In questo ambiente il bambino interagisce attivamente con il materiale proposto, mostrandosi concentrato, creativo e volenteroso. Il bambino trova un ambiente per potersi esprimere in maniera originale e allo stesso tempo apprende gli aspetti fondamentali della vita comunitaria. Essenziale è la partecipazione dei genitori per la cura della salute e dell'igiene come prerequisito per la scuola. Il compito dell'insegnante è l'organizzazione dell'ambiente. Deve attendere che i bambini si concentrino su un determinato materiale, per poi dedicarsi all'osservazione dei comportamenti individuali. L'insegnante aiuta il bambino, lo sviluppo del quale deve compiersi secondo i ritmi naturali e in base alla personalità che il bambino dimostra.
Nel medesimo anno fonda, sempre a San Lorenzo, una seconda Casa dei Bambini.
Per completare il disegno dei servizi presenti all'interno del Primo quartiere popolare della Società Umanitaria di via Solari a Milano, il 18 ottobre 1908, alla presenza della stessa Montessori, l'Umanitaria inaugurava la prima Casa dei Bambini della città, dando inizio a un esperimento unico nella storia dei servizi milanesi dedicati all'infanzia. L'intesa con Montessori e l'applicazione del suo metodo proseguirà, nel 1909, con l'inaugurazione di una seconda Casa dei bambini milanese che verrà aperta nel secondo quartiere operaio dell'Umanitaria di viale Lombardia.
Le Case dei Bambini ebbero successo anche fuori d'Italia: la prima nazione che ne sperimentò l'efficacia fu la Svizzera.

## Lotta all'analfabetismo mondiale
In Analfabetismo mondiale, Maria Montessori sostiene l'assoluta importanza di far fronte al fenomeno dell'analfabetismo: il parlare senza saper leggere e scrivere equivale infatti a essere tagliati completamente fuori da qualsiasi ordinaria relazione tra gli uomini ritrovandosi a vivere in una condizione di menomazione linguistica che preclude i rapporti sociali e che in questo modo rende l'analfabeta un “extra-sociale”.

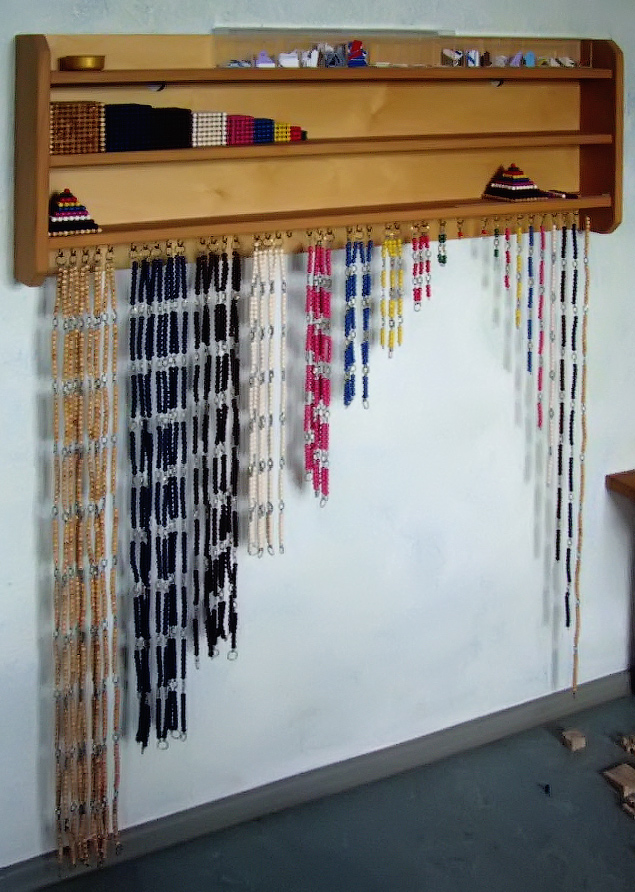
Materiale che visualizza i numeri da uno a dieci, rappresentati con perline assemblate a formare il numero stesso, il suo quadrato (in forma lineare e bidimensionale), il suo cubo (in forma lineare e tridimensionale)

«La persona che parla, disperdendo per l'atmosfera dei suoni articolati non è sufficiente. Bisogna che la parola diventi permanente, si solidifichi sugli oggetti, si riproduca con le macchine, viaggi attraverso i mezzi di comunicazione, raccolga i pensieri di persone lontane, e possa quindi eternarsi in modo da fissare le idee nel susseguirsi delle generazioni. [...] Per questo è che, mancando del linguaggio scritto, un uomo rimane fuori della società.»
Alla parola va quindi unita un'ulteriore abilità che completa il linguaggio naturale aggiungendovi un'altra forma di espressione, ovvero la scrittura. Montessori afferma che la potenza dell'alfabeto, la conquista più importante per tutta l'umanità, non è semplicemente quella di far capire le parole scritte nel loro senso, ma è quella di dare nuovi caratteri al linguaggio raddoppiandolo. La padronanza dell'alfabeto arricchisce l'uomo, estende i suoi poteri naturali di esprimersi, li rende permanenti, li trasmette nel tempo e nello spazio, gli permette di rivolgersi all'umanità e alle nuove generazioni.

Partendo dall'esperienza con i bambini la Montessori indica i principi pratici per costruire un metodo, adattato e adatto alle diverse condizioni, per insegnare a leggere e a scrivere anche agli adulti.
La prima e fondamentale fase del metodo Montessori, sia con gli adulti sia con i bambini, è quella di riconoscere e scoprire i suoni del proprio linguaggio e di abbinarli al segno alfabetico corrispondente. In questo modo il mezzo visivo è anche uno stimolo che aiuta ad analizzare i suoni delle parole. La scrittura non fa che ripetere pochissimi segni grafici in diverse combinazioni e proprio questa consapevolezza, data dalla scoperta e dalla prova delle infinite possibilità comunicative realizzabili con le poche lettere dell'alfabeto, desterà un interesse che sarà la molla fondamentale all'apprendimento della scrittura. Esercizi, strumenti e tecniche, progettati e ragionati per tappe sequenziali di apprendimento, sono quindi proposti all'interno di una relazione educativa che privilegia l'esperienza e l'autonomia dello studente.
« [...] il linguaggio è lì in ogni uomo. Gli analfabeti lo posseggono, lo portano con sé. Dunque risvegliarlo, farne rendere consci i possessori, indicare che è all'interno della loro mente che bisogna ricorrere per utilizzarlo. Questo è un tentativo di rinnovare dalla inerzia l'intelligenza stagnante: e ciò è necessario perché bisogna proseguire ancora: e andare alla conquista effettiva del mondo stampato, dove si possono raccogliere i pensieri e gli avvertimenti degli altri uomini.»

## Opere di Maria Montessori

### 1896-1909
- Sul significato dei cristalli del Leyden nell'asma bronchiale, in Bollettino della Società Lancisana degli Ospedali di Roma, anno XVI, fascicolo I, 1896.
- Ricerche batteriologiche sul liquido cefalo rachidiano dei dementi paralitici, in Rivista quindicinale di Psicologia, Psichiatria, Neuropatologia, fascicolo 15, 1º dicembre 1897, pp. 1–13.
- Sulle cosiddette allucinazioni antagonistiche, in Policlinico, anno IV, volume IV, fascicolo 2, febbraio 1897, pp. 68–71 e fascicolo 3, marzo 1897, pp. 113–124.
- Intervento al Congresso di Torino, in Atti del Primo Congresso Pedagogico Nazionale Italiano, Torino 8-15 settembre 1898, a cura di G. C. Molineri e G. C Alesio, Stabilimento Tipografico diretto da F. Cadorna, Torino 1899, pp. 122–123.
- Miserie sociali e nuovi ritrovati della scienza, in Il Risveglio Educativo, anno XV, n. 17, 10 dicembre 1898, pp. 130–132 e n. 18, 17 dicembre 1898, pp. 147–148.
- La questione femminile e il Congresso di Londra, in L'Italia Femminile, anno I, n. 38, 1º ottobre 1899, pp. 298–299 e n. 39, 8 ottobre 1899, pp. 306–307.
- Riassunto delle lezioni di didattica, Roma, Laboratorio Litografico Romano, 1900
- Norme per una classificazione dei deficienti in rapporto ai metodi speciali di educazione, in Atti del Comitato Ordinatore del II Congresso Pedagogico Italiano 1899-1901, Napoli, Trani, 1902, pp. 144–167.
- L'Antropologia pedagogica, Antonio Vallardi, Milano 1903.
- La teoria lombrosiana e l'educazione morale, in Rivista d'Italia, anno VI, volume II, 1903, pp. 326–331.
- Sui caratteri antropometrici in relazione alle gerarchie intellettuali dei fanciulli nelle scuole, in Archivio per l'Antropologia e l'Etnologia, volume XXXIV, fascicolo 2, 1904, pp. 243–300.
- Influenze delle condizioni di famiglia sul livello intellettuale degli scolari, in Rivista di filosofia e scienze affini, anno VI, volume II, n. 3-4, settembre-ottobre 1904, pp. 234–284.
- Caratteri fisici delle giovani donne del Lazio in Atti della Società Romana di Antropologia, Società Romana di Antropologia, Roma 1905, volume XII, fascicolo I, pp. 3–83.
- L'importanza dell'etnologia regionale nell'antropologia pedagogica, in Ricerche di Psichiatria e Nevrologia, Antropologia e Filosofia, Vallardi, Milano 1907, pp. 603–619.
- La Casa dei Bambini dell'Istituto Romano dei Beni Stabili (conferenza tenuta il 7 aprile 1907), Bodoni, Roma 1907.
- La morale sessuale nell'educazione, in Atti del I Congresso Nazionale delle donne italiane, Roma 24-30 aprile 1908, Stabilimento Tipografico della Società Editrice Laziale, Roma 1912, pp. 272–281.
- Come si insegna a leggere e a scrivere nelle Case dei Bambini di Roma, in I Diritti della Scuola, anno IX, n. 34, 31 maggio 1908.
- Corso di Pedagogia Scientifica, Città di Castello, Società Tipografica Editrice, 1909.
- Il Metodo della Pedagogia Scientifica applicato all'educazione infantile nelle Case dei Bambini, Città di Castello, Casa Editrice S. Lapi, 1909.

Maria Montessori ritratta durante la sua lunga permanenza in India

### 1910-1952
- Antropologia Pedagogica, Milano, Vallardi, senza data (circa 1910).
- Il Metodo della Pedagogia Scientifica applicato all'educazione infantile nelle Case dei Bambini, II edizione ampliata, Loescher & C., Roma 1913.
- L'autoeducazione nelle scuole elementari, E. Loescher & C. - P. Maglione e Strini, Roma 1916.
- Manuale di pedagogia scientifica, Alberto Morano Editore, Napoli 1921 (I edizione inglese intitolata Dr. Montessori's Own Handbook, 1914)
- I bambini viventi nella Chiesa, Alberto Morano Editore, Napoli 1922.
- Il Metodo della Pedagogia Scientifica applicato all'educazione infantile nelle Case dei Bambini, III edizione ampliata, Maglione & Strini, Roma 1926.
- La vita in Cristo, Stabilimento Tipolitografico V. Ferri, Roma 1931.
- Psico Geométria, Araluce, Barcellona 1934.
- Psico Aritmética, Barcellona, Araluce, 1934 (I edizione italiana con il titolo Psicoaritmetica, Garzanti 1971).
- Il Metodo della Pedagogia Scientifica applicato all'educazione infantile nelle Case dei Bambini, III edizione ampliata, Maglione & Strini, poi Loescher, Roma 1935.
- Il bambino in famiglia, Todi, Tipografia Tuderte, 1936 (I edizione tedesca con il titolo "Das Kind in der Familie", 1923).
- Il segreto dell'infanzia, Bellinzona, Istituto Editoriale Ticinese S. Anno, 1938 (I edizione originale francese con il titolo "L'Enfant", 1936).
- Dall'infanzia all'adolescenza, Garzanti, Milano 1949 (I edizione francese con il titolo "De l'enfant à l'adolescent", 1948).
- Educazione e pace, Garzanti, Milano 1949.
- Formazione dell'uomo, Garzanti, Milano 1949.
- La Santa Messa spiegata ai bambini, Garzanti, Milano 1949 (I edizione inglese con il titolo "Mass Explained to Children", 1932).
- La scoperta del bambino, Garzanti, Milano 1950 (I edizione inglese con il titolo "The discovery of child", 1948).
- La mente del bambino. Mente assorbente, Garzanti, Milano 1952 (I edizione originale inglese con il titolo "The absorbent mind", 1949).
- Educazione per un mondo nuovo, Garzanti, Milano 1970 (I edizione inglese con il titolo "Education for a new world", 1947).
- Come educare il potenziale umano, Milano, Garzanti, 1970 (I edizione inglese con il titolo "To educate the human potential", 1947).

## Scuole Montessori in Italia e nel mondo

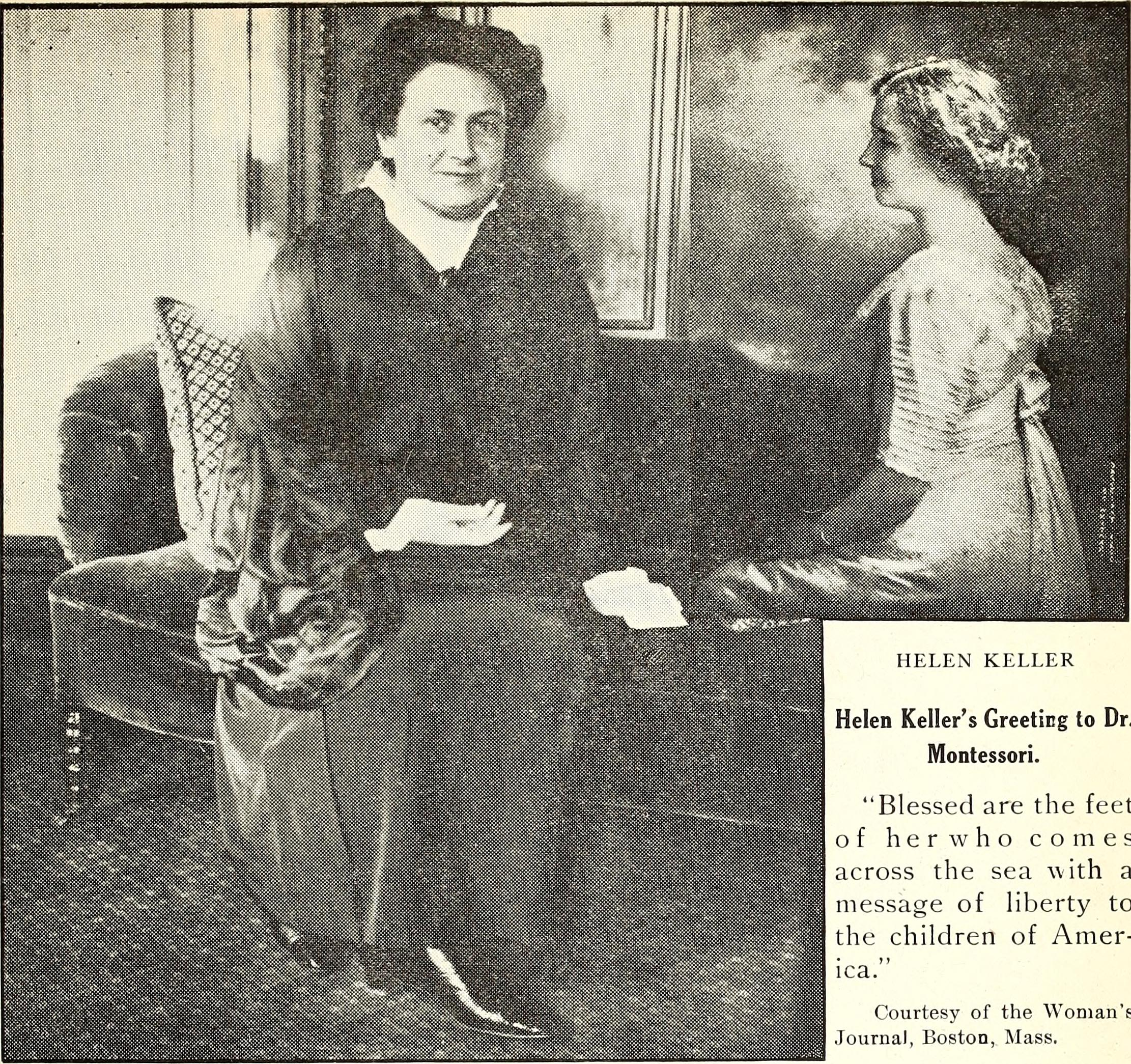
The Kindergarten Primary Magazine del 1913, che celebra il viaggio di Maria Montessori negli USA.
Sono riportate le parole con le quali la scrittrice Helen Keller ha salutato la pedagogista italiana: Blessed are the feet of her who comes across the see with a message of liberty to the children of America ("Beati i piedi di colei che attraversa il mare con un messaggio di libertà ai bambini d'America")

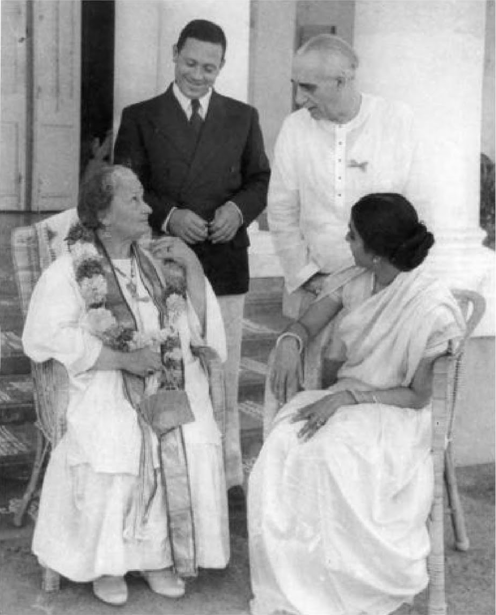
In India, con il figlio Mario e George Arundale (1939).

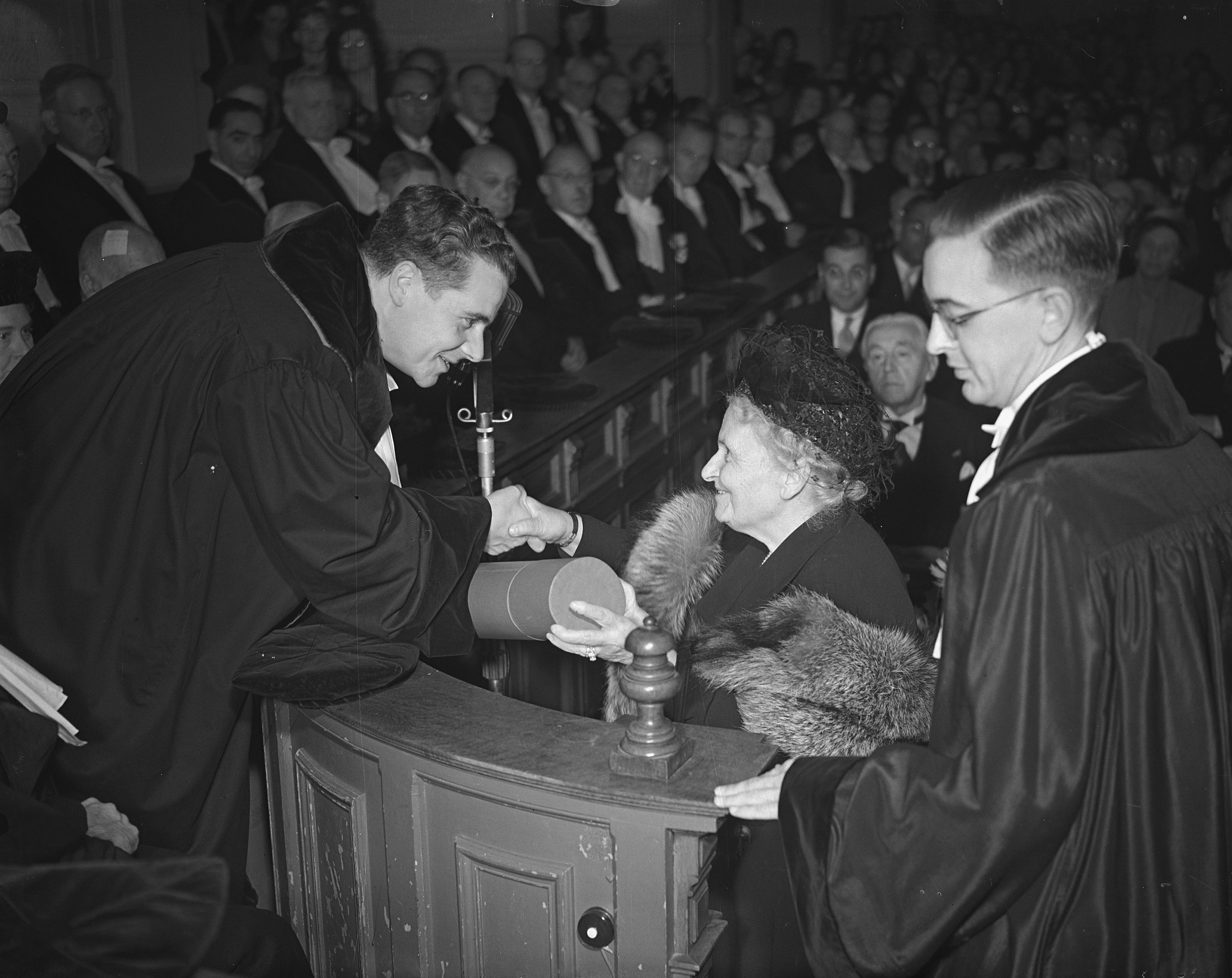
Ad Amsterdam, mentre riceve la laurea honoris causa

Nel mondo ci sono 22 000 scuole Montessori di ogni grado, tra nidi, materne, elementari, medie e superiori:
- Italia: circa 150 scuole Montessori (una ogni 440 000 abitanti), di cui 68% materne (dette case dei bambini), 19% elementari, 13% nidi. In ogni regione sono presenti nidi, scuole dell'infanzia e scuole elementari, tranne che in Molise e in Valle d'Aosta; in Abruzzo è presente solo un nido e una casa dei bambini [56]. Le regioni più servite sono l'Umbria e le Marche che, sole in Italia, hanno un rapporto tra scuole Montessori e abitanti al di sotto di una ogni 100 000 abitanti; certo il fatto che Maria Montessori fosse nativa di Chiaravalle ha giocato un ruolo in queste regioni.

In Italia la presenza di scuole medie montessoriane è ancora limitata, rispetto al resto del mondo, ma dal 2021, in seguito ad un decreto del Ministero dell'Istruzione, il loro numero sta velocemente aumentando. Il 25 settembre 2024 la Camera dei deputati ha approvato in via definitiva una legge che inserisce nell'ordinamento scolatico italiano le scuole medie a metodo Montessori. Prima dell'approvazione della legge, le scuole medie ad indirizzo montessoriano erano presenti nelle seguenti regioni.
- Basilicata: Potenza;
- Emilia-Romagna: Bologna;
- Friuli-Venezia Giulia: Udine,
- Lazio: Roma[58][collegamento interrotto], Grottaferrata (RM);
- Lombardia: Milano[59], Cinisello Balsamo (MI), Cornaredo (MI), Castellanza (VA)[60], Cardano al Campo (VA), Como[61], Bergamo, Sorisole (BG), Urgnano (BG), Rovato (BS), Brescia;
- Marche: Castelfidardo (AN)[62], Chiaravalle (AN)[63], Osimo (AN), Senigallia (AN), Porto San Giorgio (FM), Macerata, Civitanova Marche (MC);
- Piemonte: Orbassano (Torino)
- Sardegna: Sassari;
- Trentino-Alto Adige: Bolzano[64], Bressanone (BZ), Merano (BZ);
- Umbria: Perugia[65].

Scuole superiori montessoriane esistono solo a Roma e Perugia.
- Altri paesi europei
  - Germania: 1 140 scuole Montessori, di cui 249 elementari e 60 secondarie[68]
  - Regno Unito: 800 scuole Montessori[68]
  - Irlanda: 375 scuole Montessori[68]
  - Paesi Bassi: 220 scuole Montessori, di cui 163 elementari e 22 secondarie[68]
  - Svezia: 163 scuole Montessori[68]
  - Francia: 52 scuole Montessori[68]
  - Romania: 21 scuole Montessori, di cui 13 asili nido, 5 centri educazionali, 3 scuole
  - Svizzera: 19 scuole Montessori, di cui tre medie[69]
  - Ucraina: 5 scuole Montessori[70]
  - Malta: 1 scuola Montessori
- In America
  - Stati Uniti: circa 4 500 scuole Montessori[1]
  - Canada: 63 scuole Montessori[71]
  - Argentina: 31 scuole Montessori[72]
- In Asia
  - India: circa 200 scuole Montessori[73]
  - Giappone: 150 scuole Montessori
- In Oceania
  - Nuova Zelanda: 65 scuole Montessori

Ci sono inoltre scuole Montessori in Australia, Brasile, Brunei, Cile, Cina, Costa Rica, Ecuador, Egitto, Isole Figi, Filippine, Malesia, Messico, Nigeria, Pakistan, Sudafrica, Tanzania, Vietnam.
Nel grafico sottostante viene visualizzato il rapporto tra il numero di scuole montessoriane e la popolazione di alcuni Paesi: più la linea è breve, più scuole montessoriane sono a disposizione in un dato Paese.
Centro ideale di questa diffusione mondiale è la città in cui nacque Maria Montessori, Chiaravalle: qui è ancora visibile la casa natale nella quale sono allestiti un museo e una biblioteca montessoriani. Nella casa ha sede anche un centro studi che organizza convegni dedicati all'opera e al pensiero dell'educatrice e ai quali partecipano studiosi provenienti dai vari Paesi in cui l'istruzione montessoriana è diffusa.

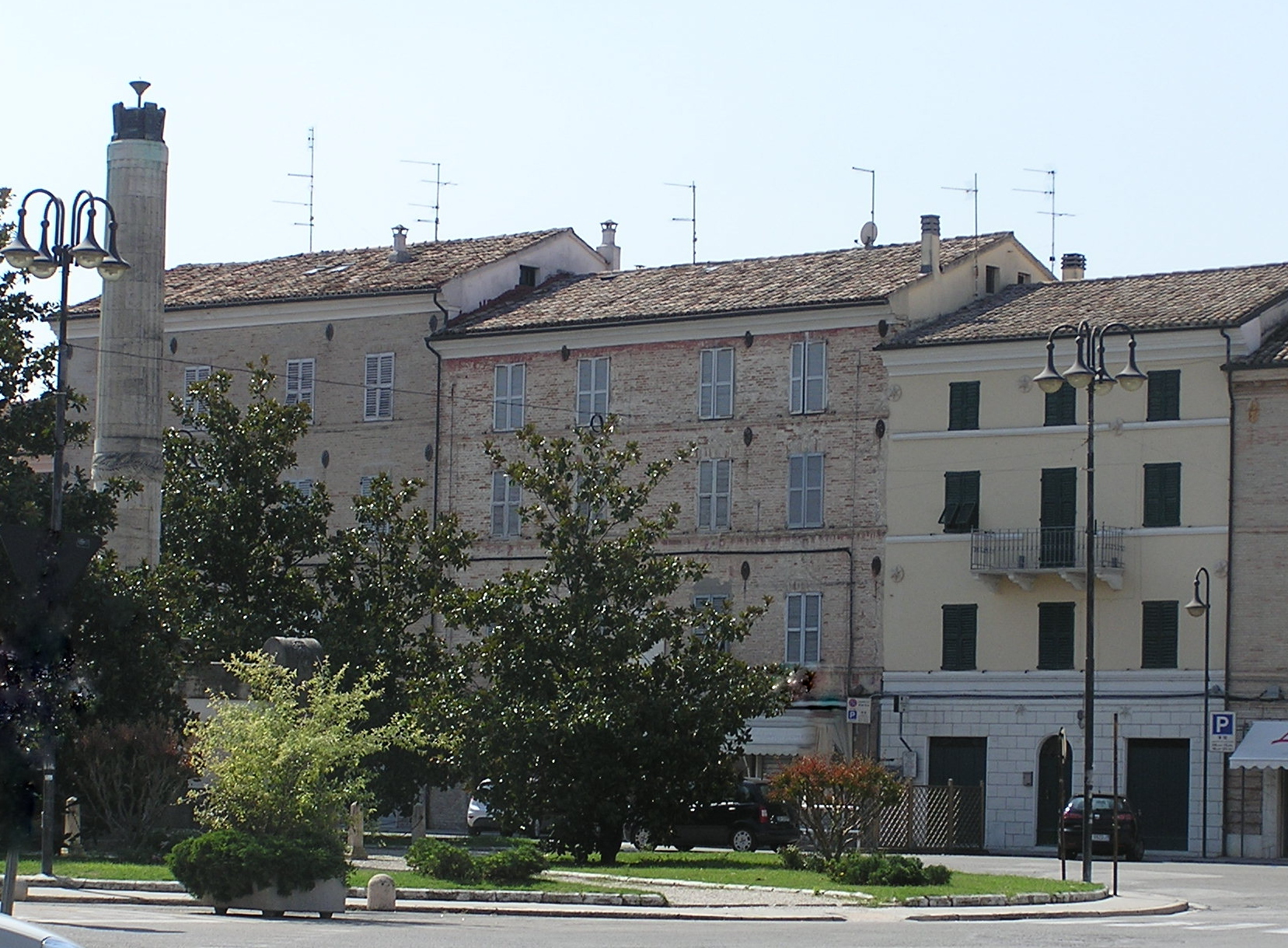
La casa natale di Maria Montessori a Chiaravalle (al centro)
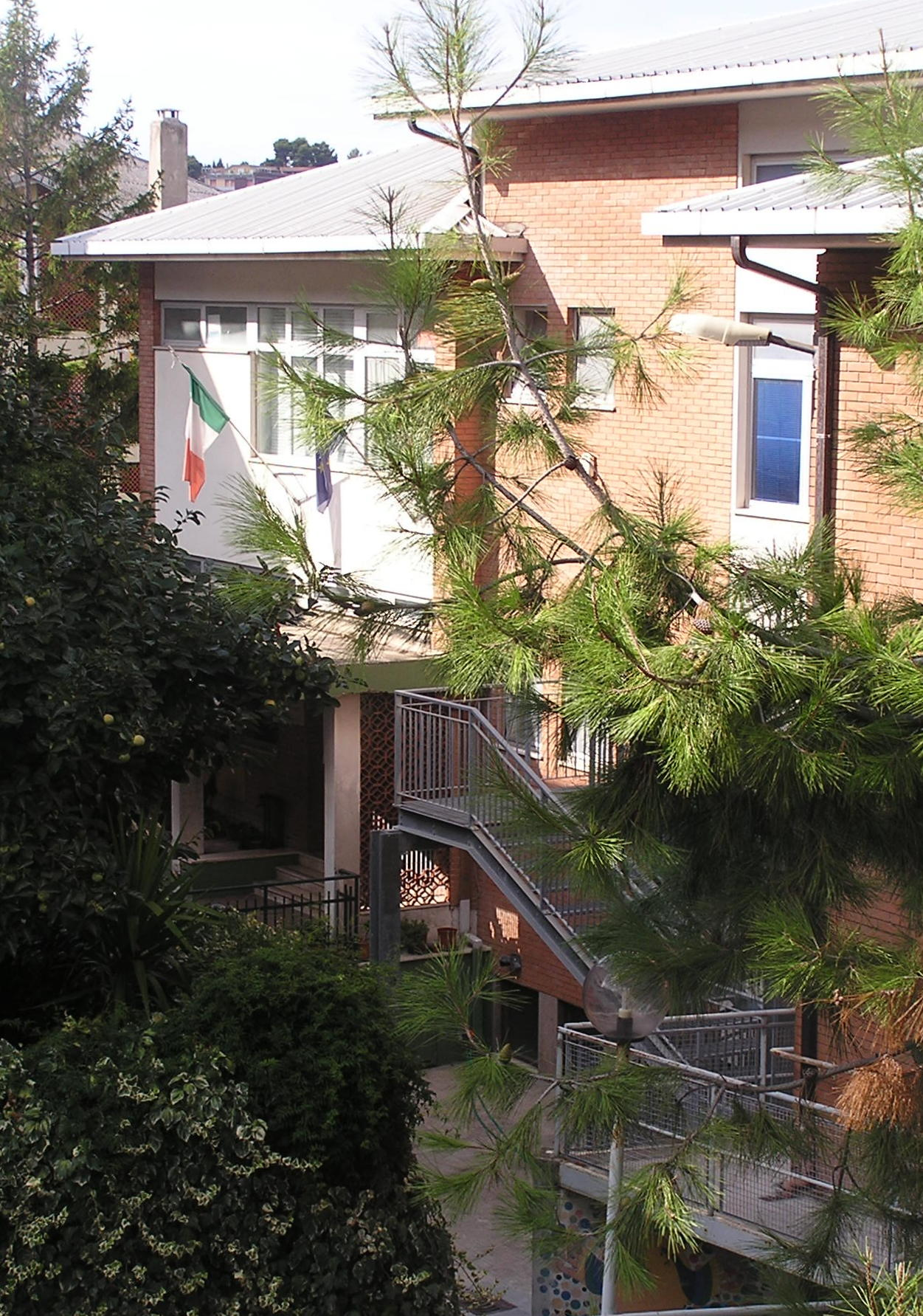
Scuola Montessori ad Ancona
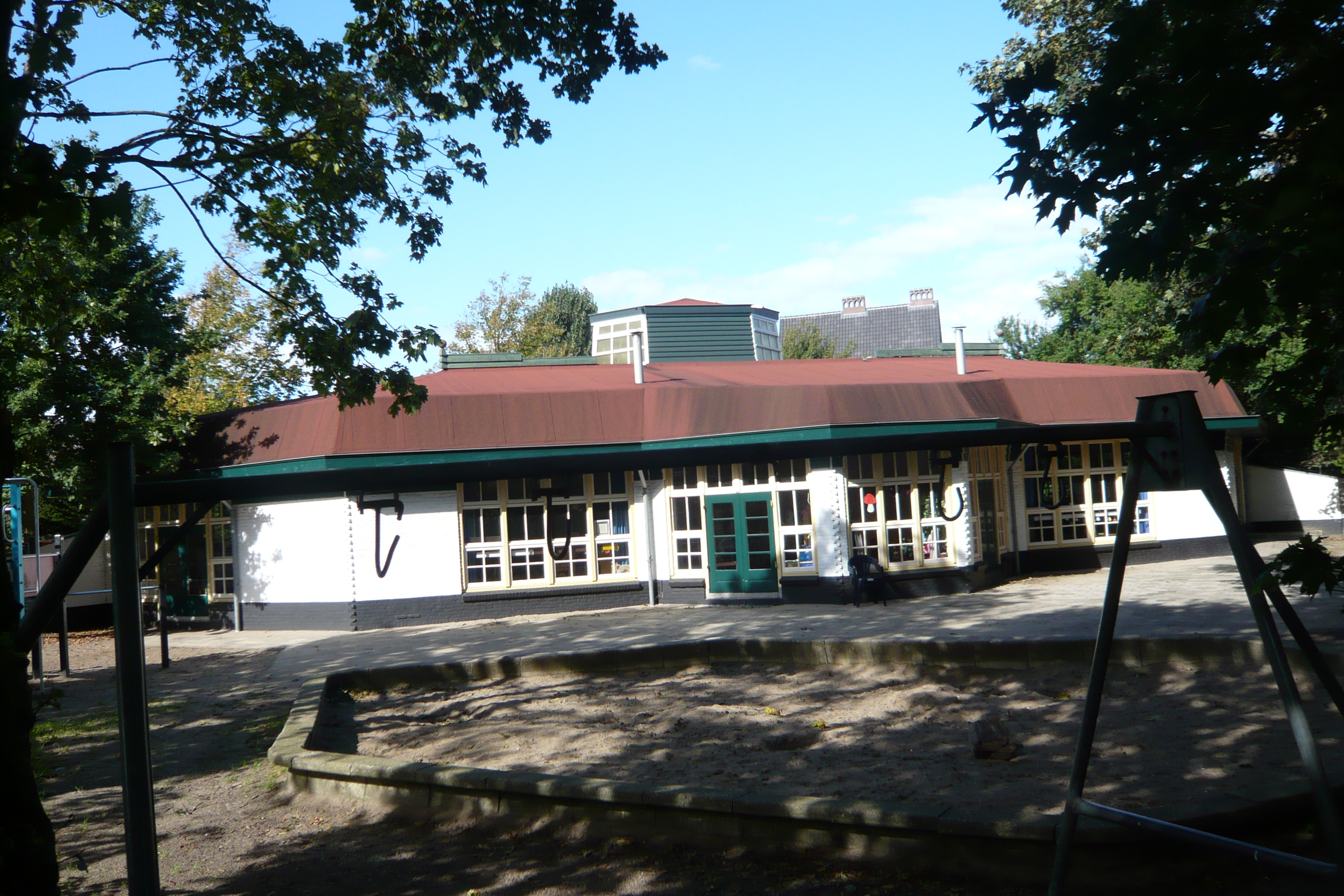
Scuola Montessori ad Haarlem (Paesi Bassi)
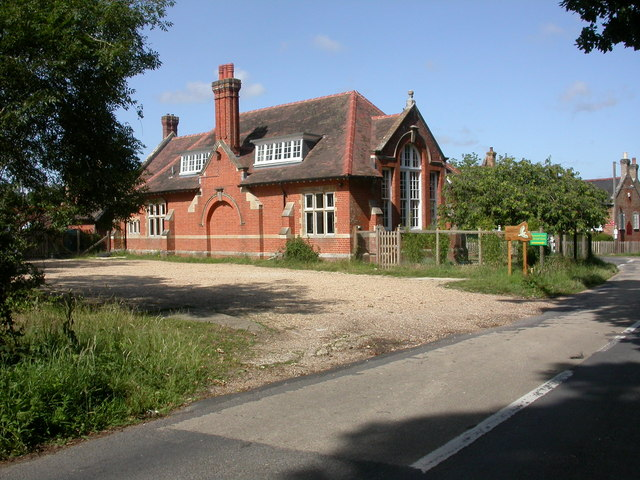
Scuola Montessori a South Baddesley (Regno Unito)
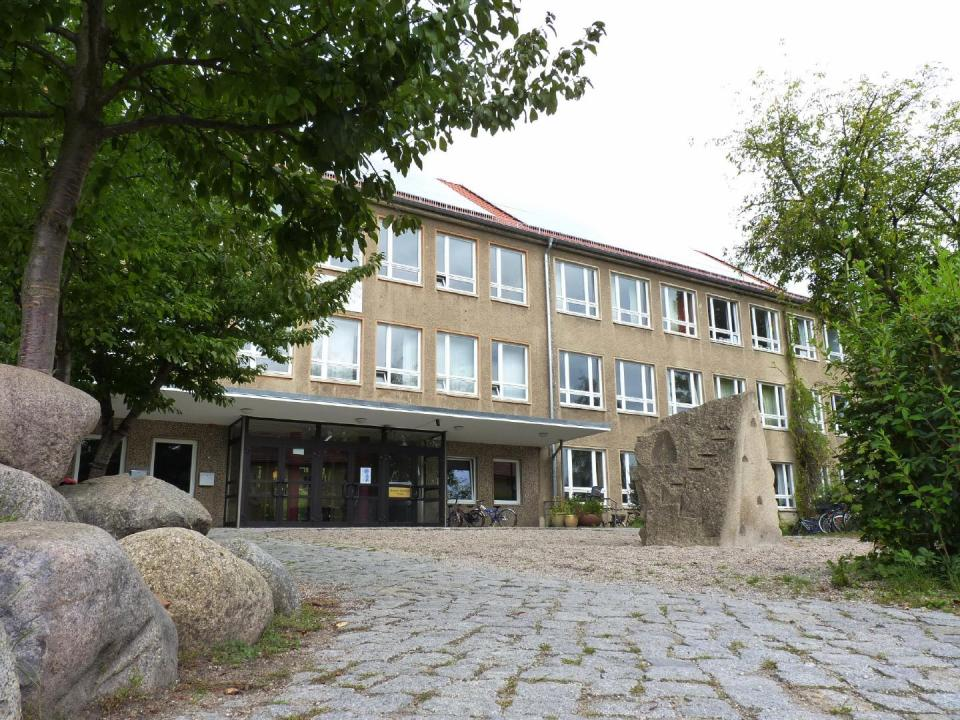
Scuola Montessori a Potsdam (Germania)
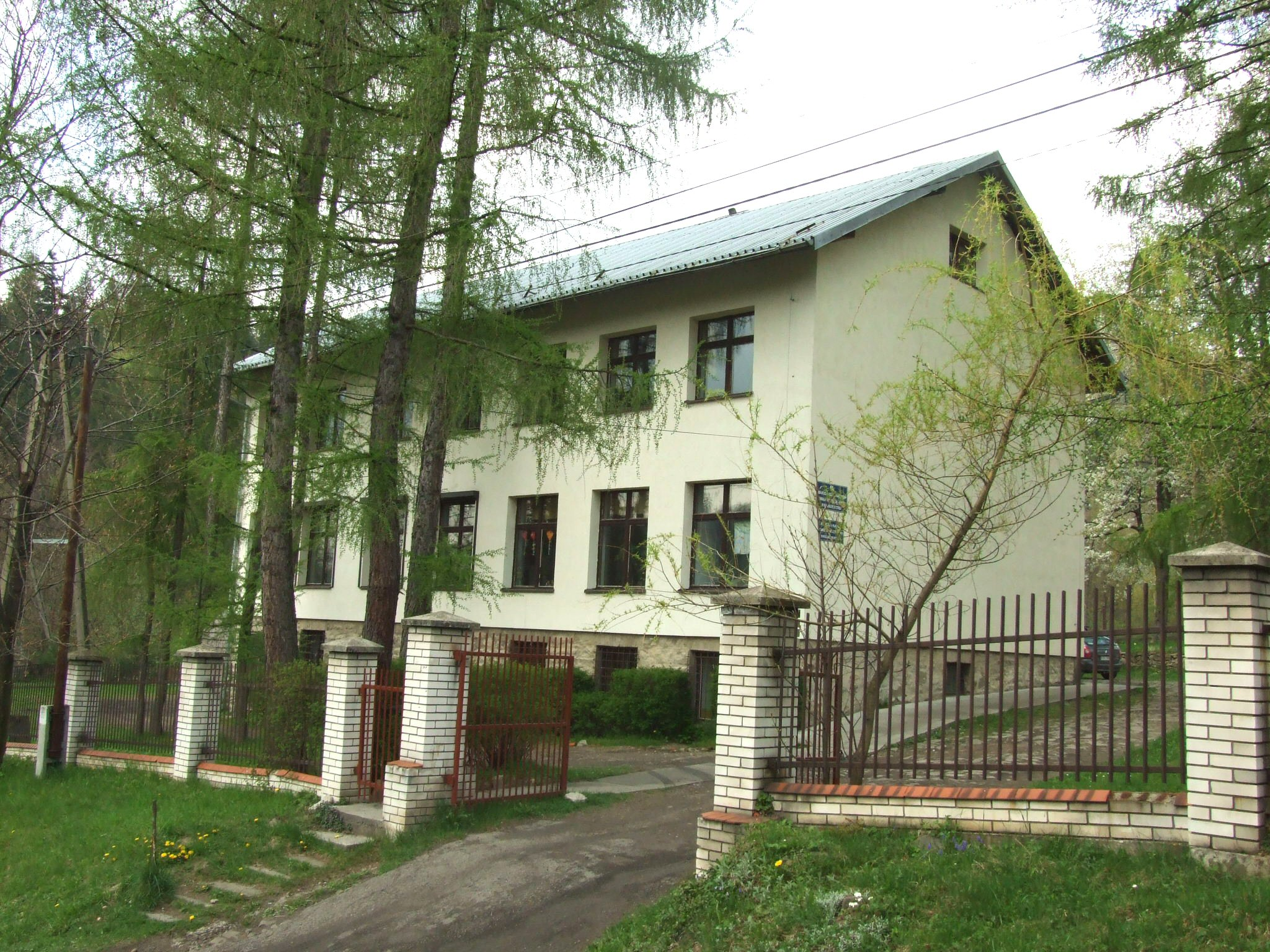
Scuola Montessori a Koszarawa Bystra (Polonia)
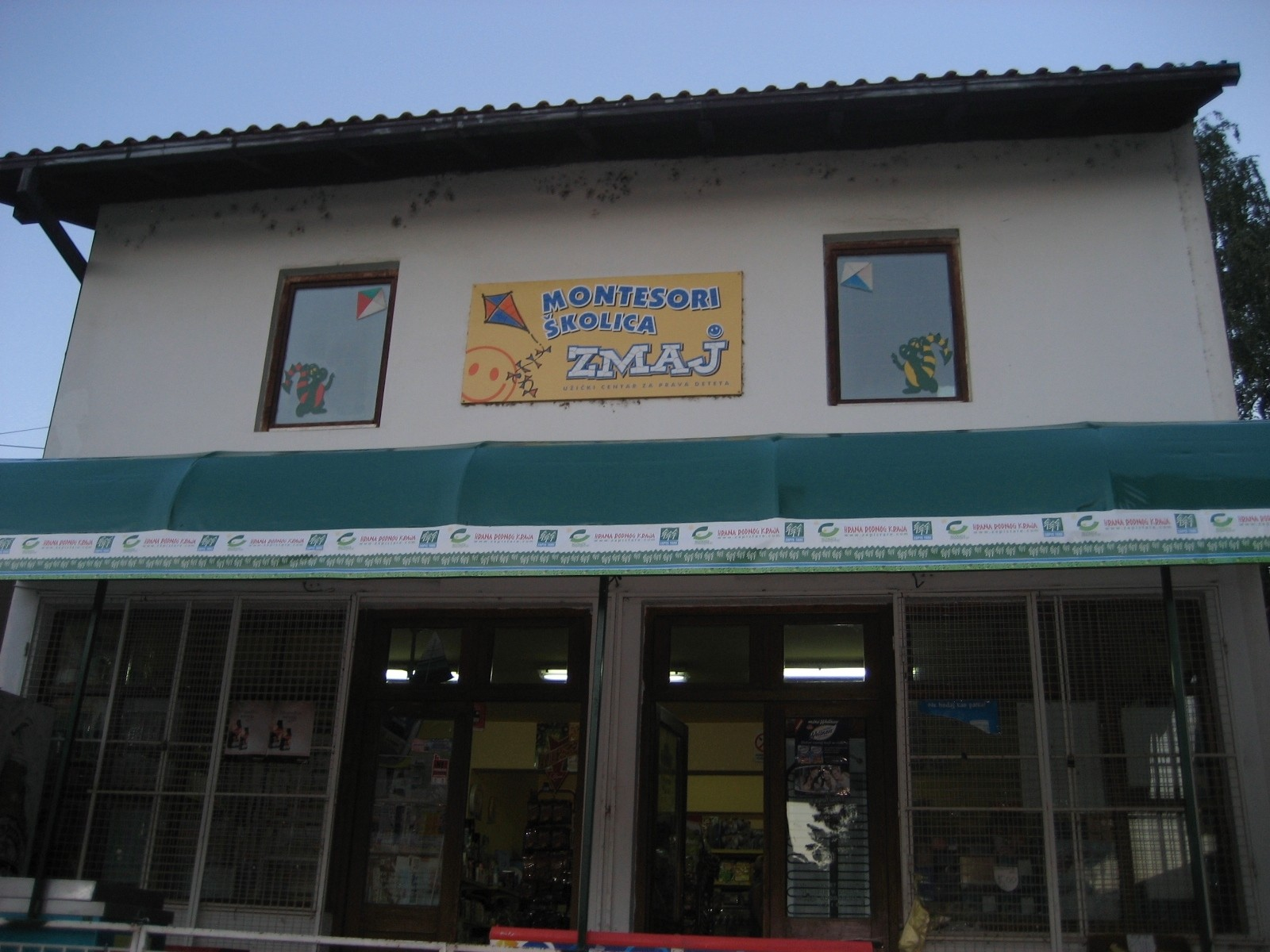
Scuola Montessori a Užice (Serbia)
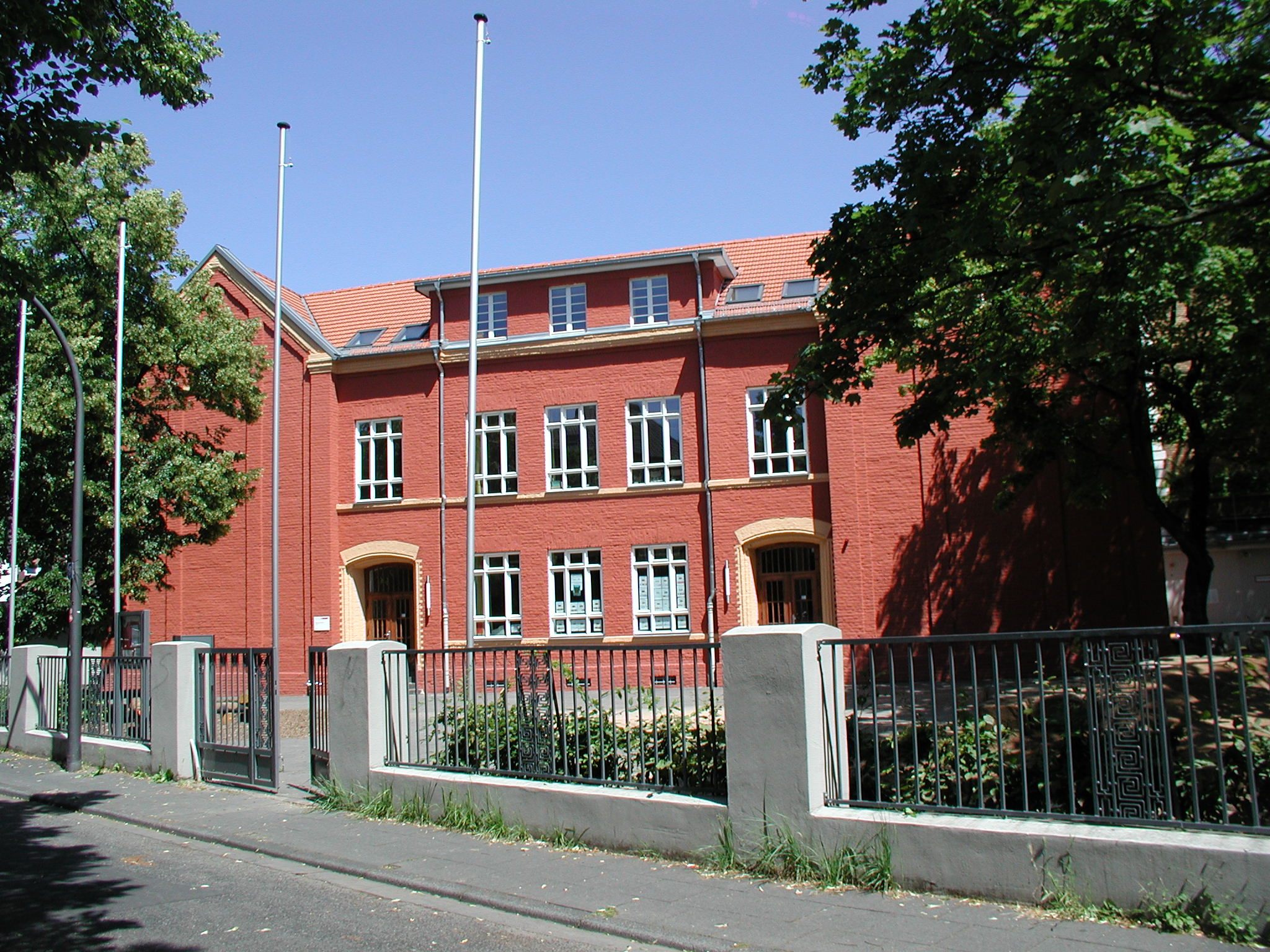
Scuola Montessori a Colonia (Germania)
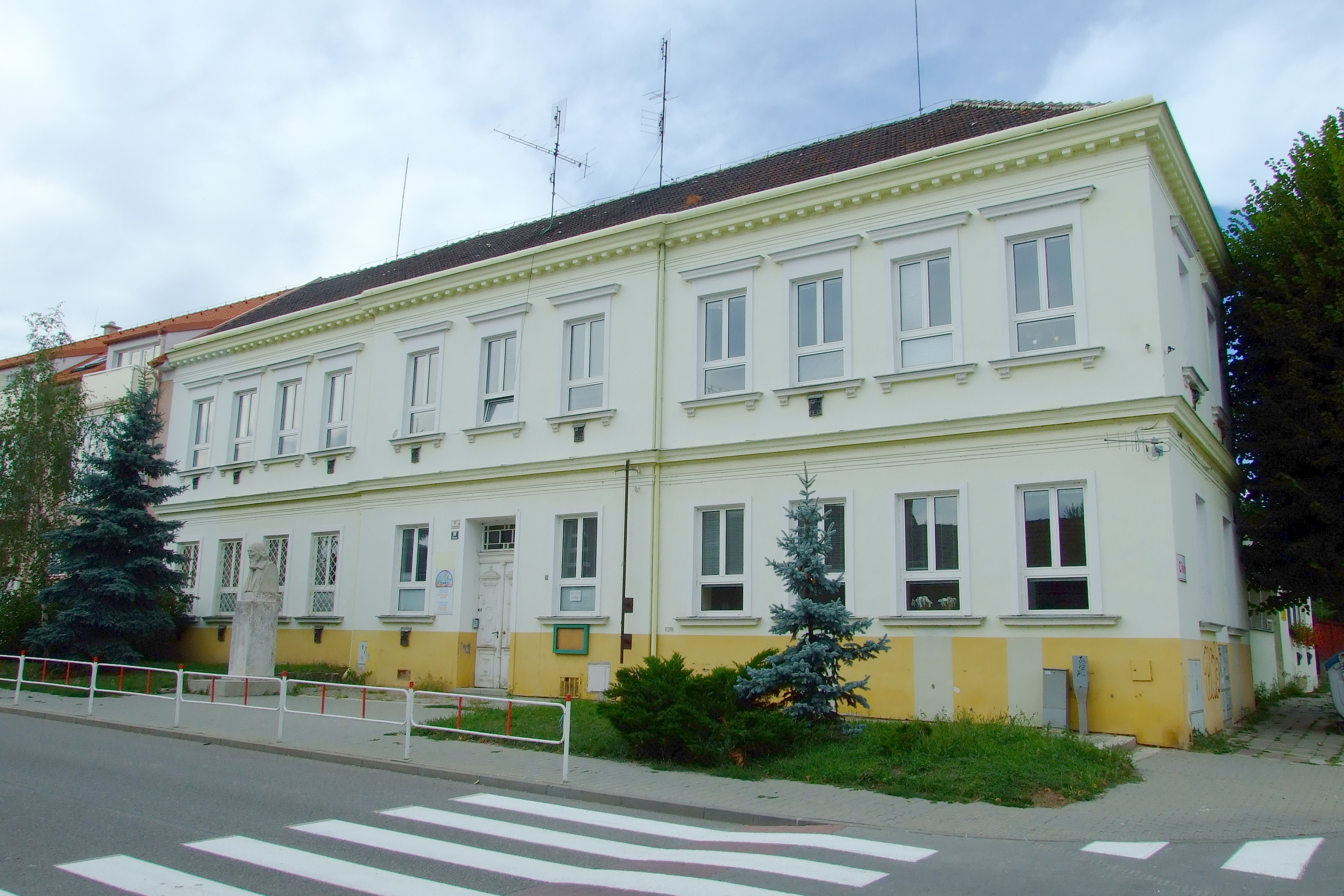
Scuola Montessori a Brno (Repubblica Ceca)
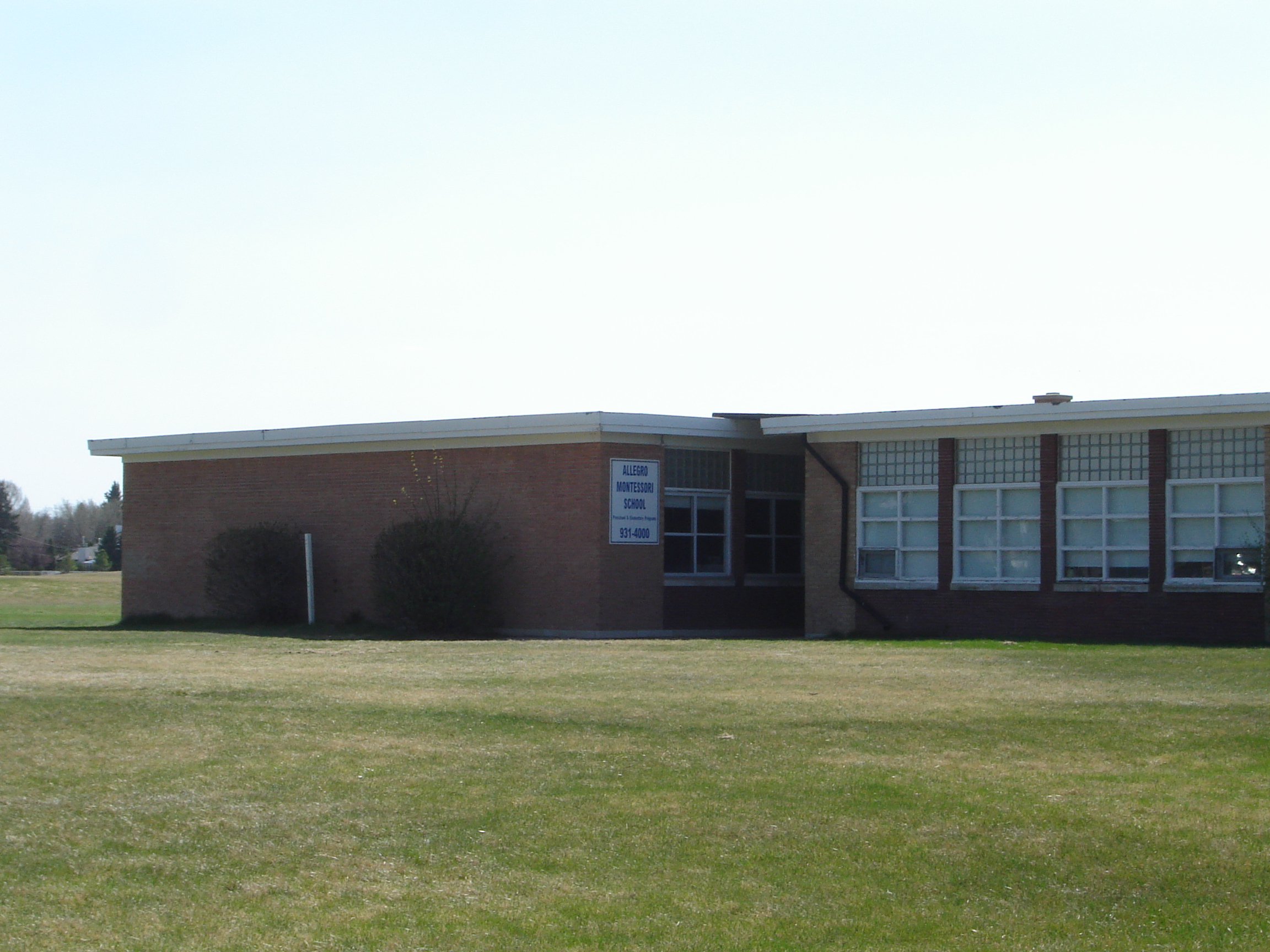
Scuola Montessori a Saskatoon (Canada)
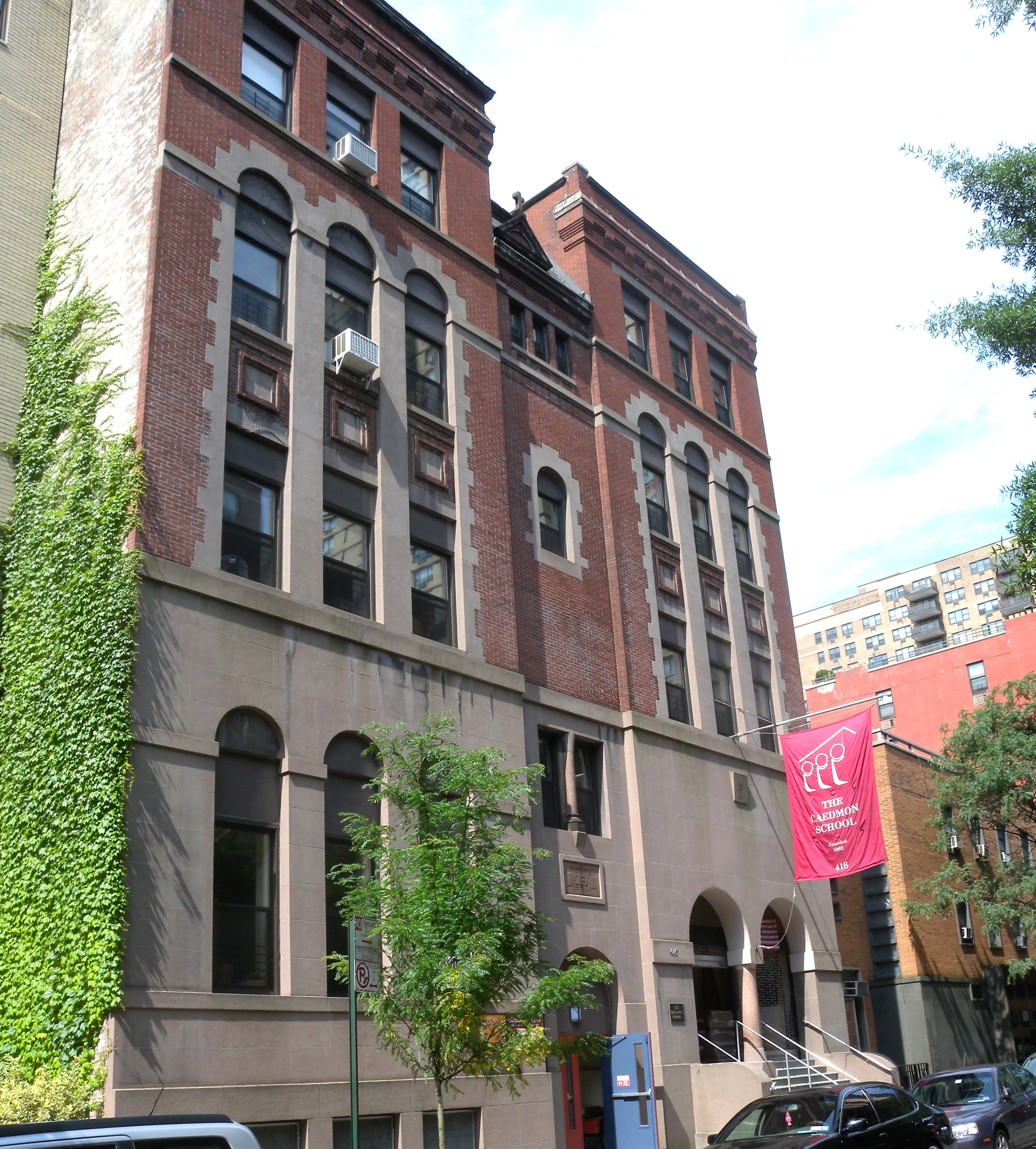
Scuola Montessori a New York (Stati Uniti)
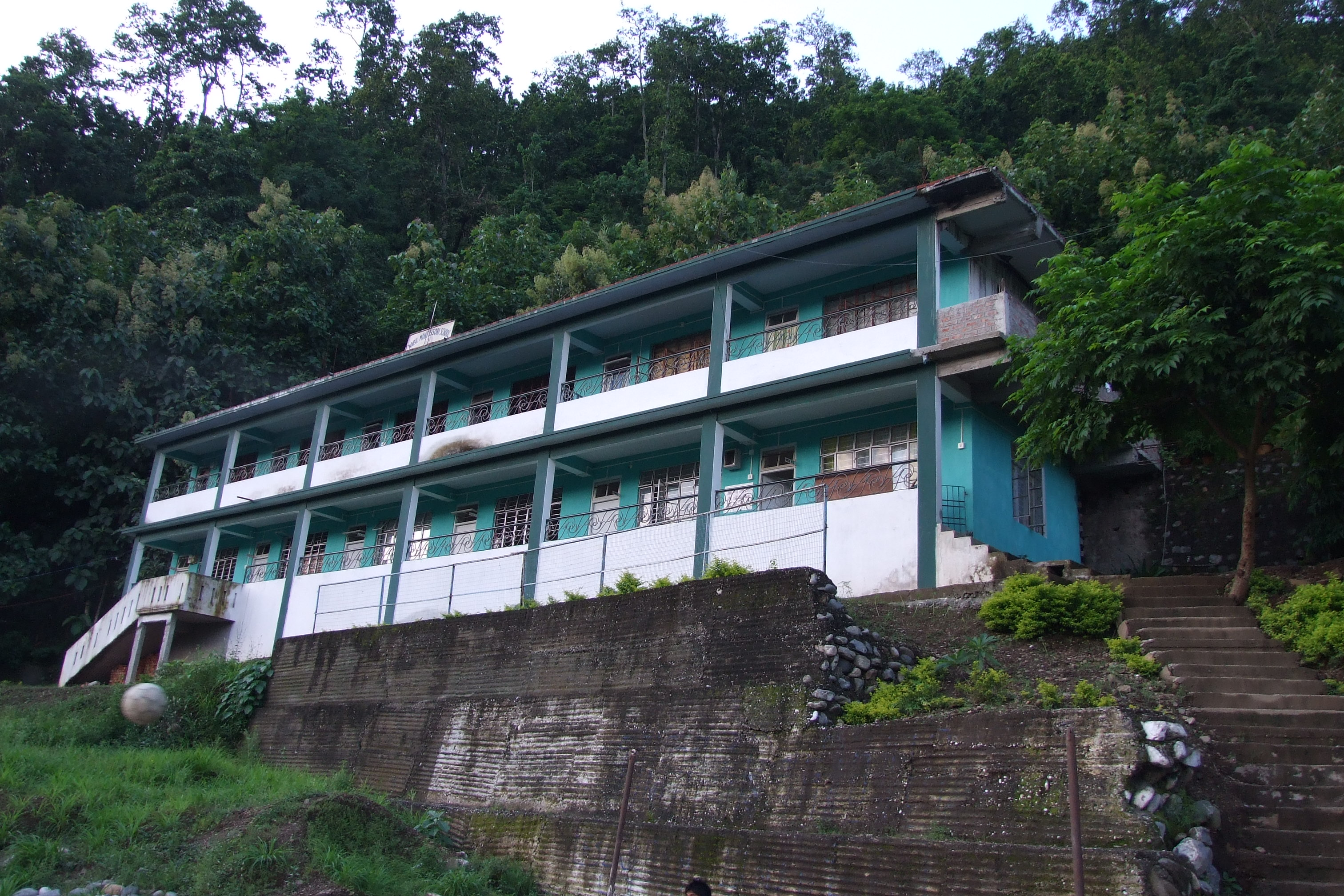
Scuola Montessori a Jorethang (India)
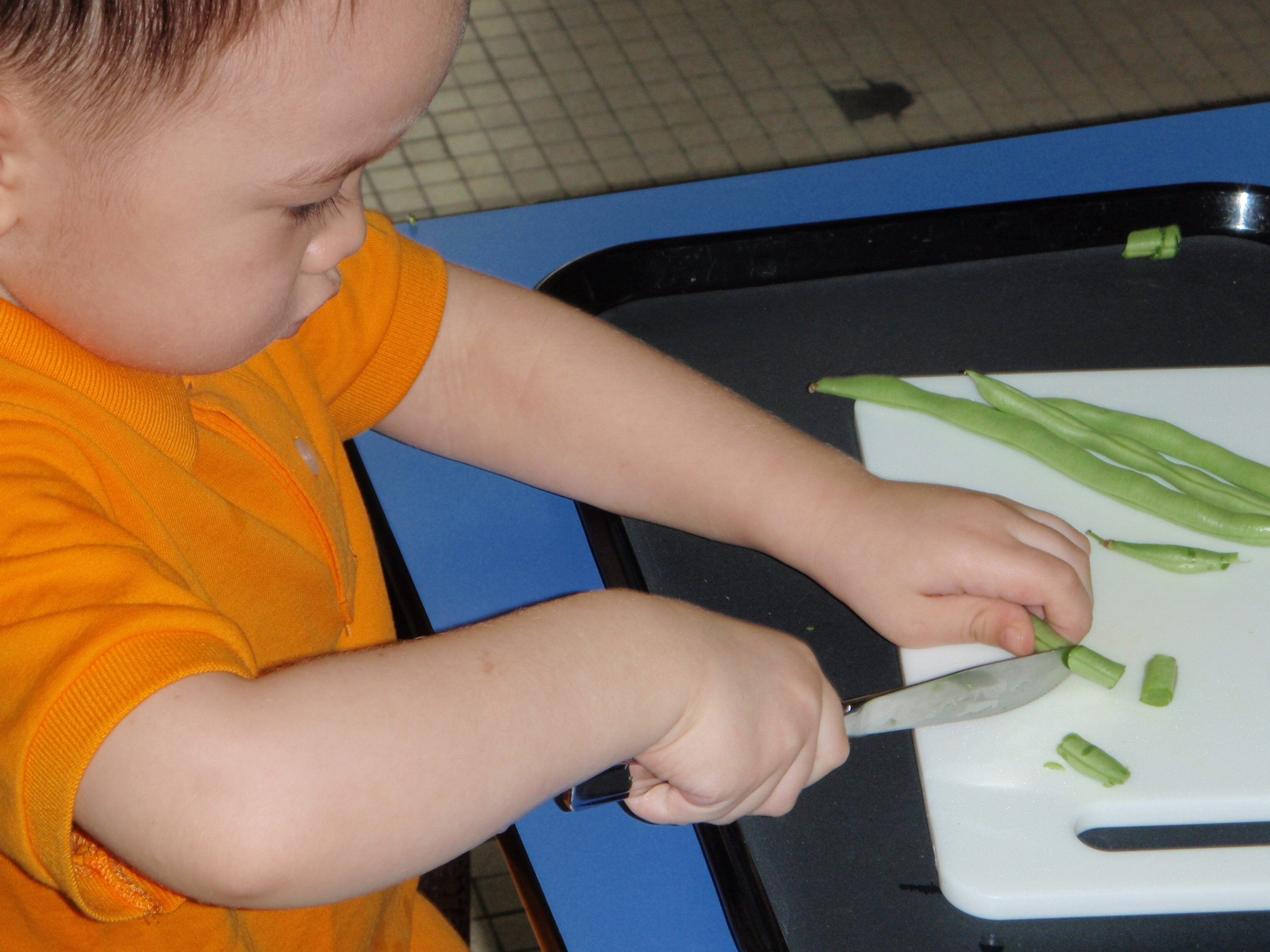
Scuola Montessori a (Singapore)
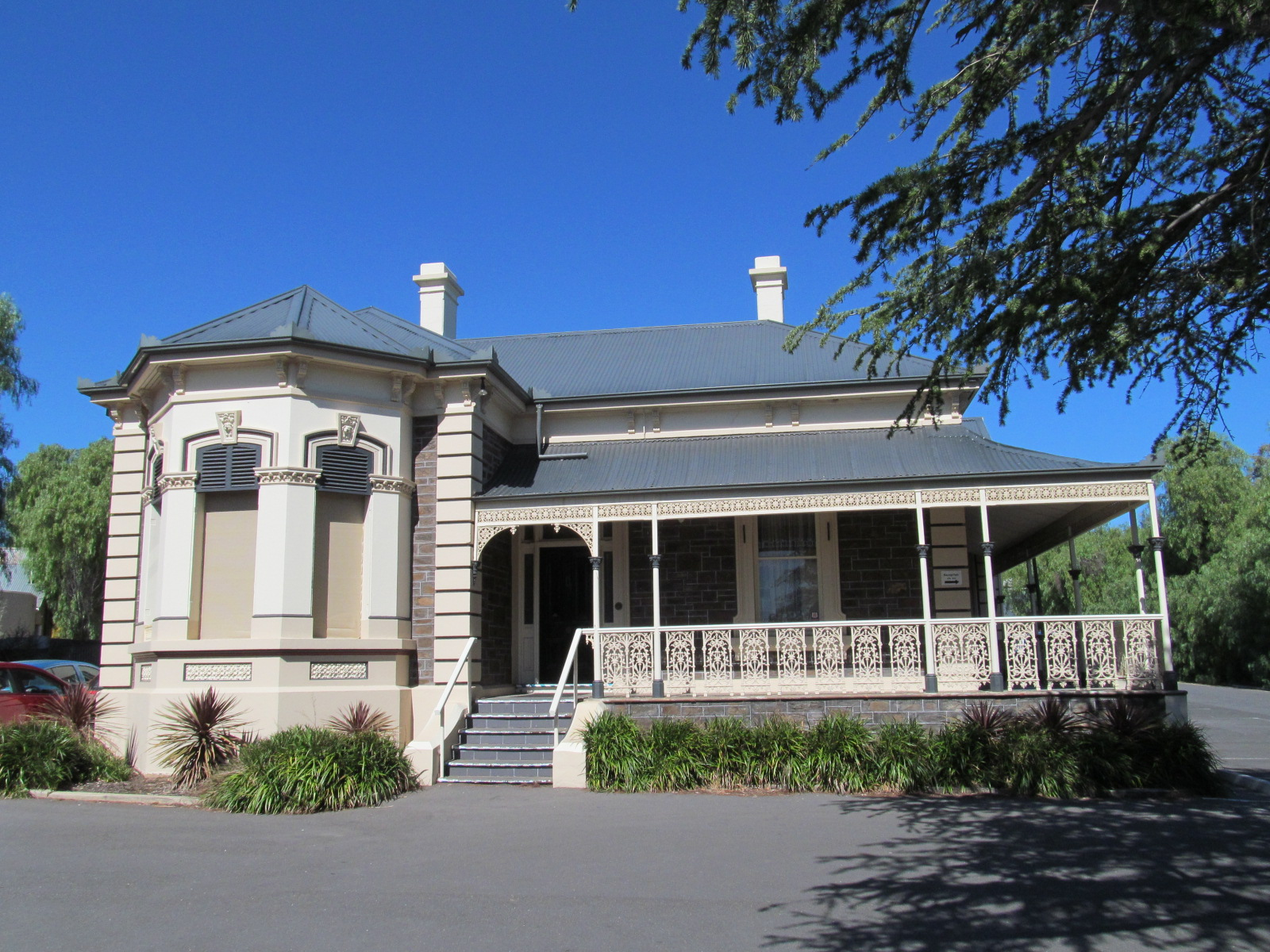
Scuola Montessori ad Adelaide (Australia)

### Riscoperta della Montessori in Italia

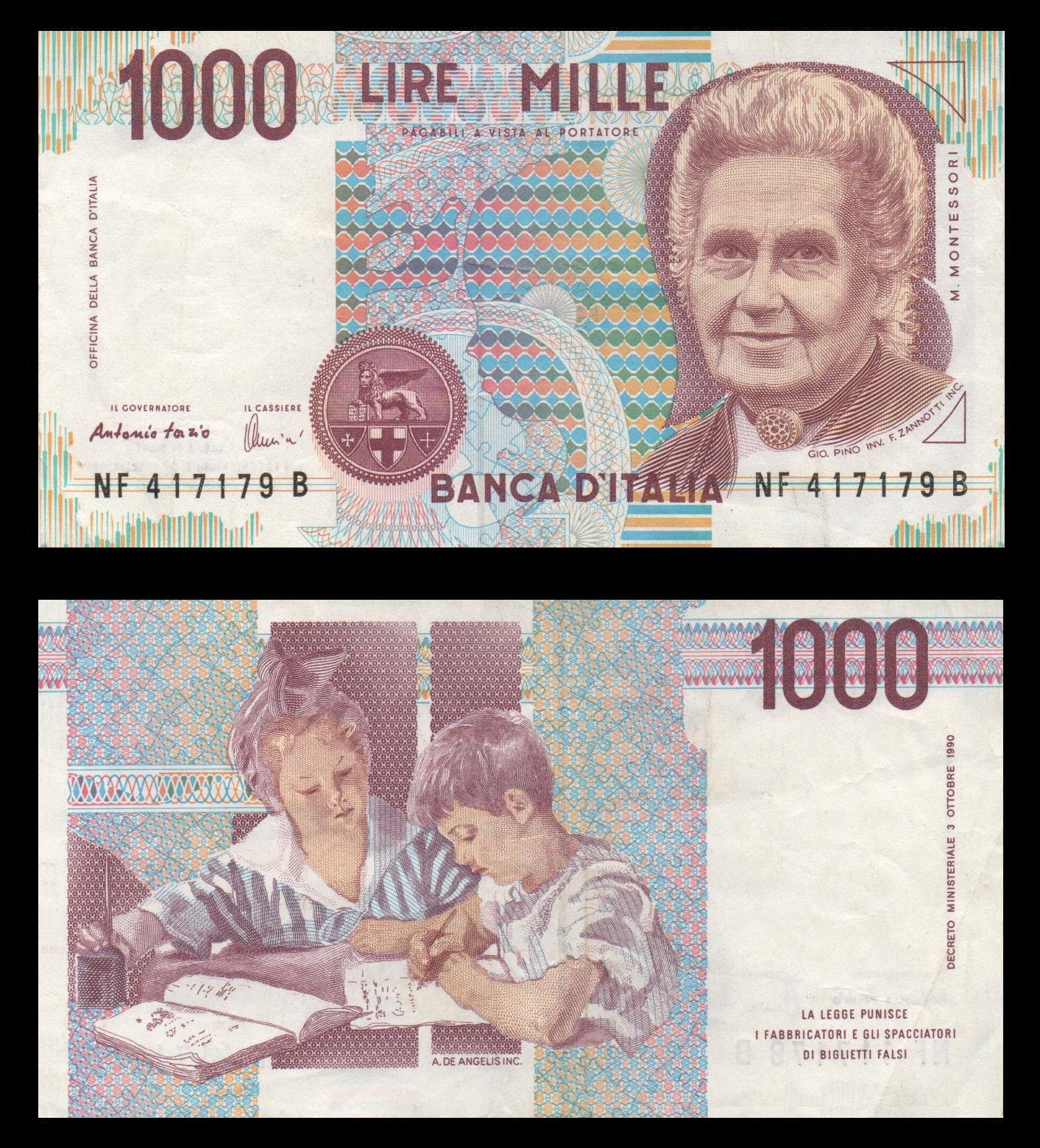
Banconota Italiana da 1000 Lire rappresentante Maria Montessori

A cavallo tra la fine del XX secolo e l'inizio del XXI, anche in Italia si è assistito a una sorprendente riscoperta del pensiero montessoriano, segnata dalla riedizione delle tre opere fondamentali dell'educatrice marchigiana: La scoperta del bambino, Il segreto dell'infanzia, La mente del bambino, ma anche di Educazione per un mondo nuovo, L'autoeducazione e Come educare il potenziale umano; inoltre è stata ripubblicata l'antologia degli scritti montessoriani Educazione alla libertà e sono usciti acuti saggi dedicati al suo pensiero.
Nel 2007 è andato in onda lo sceneggiato televisivo Maria Montessori - Una vita per i bambini, che ha indicato al grande pubblico la figura dell'educatrice. Inoltre, nel 2012, in occasione dell'anniversario della nascita di Maria Montessori, il terzo canale della radio nazionale italiana ha mandato in onda, a puntate, la lettura di alcuni passi de La scoperta del bambino. Di fronte al successo del metodo Montessori, diverse case editrici hanno indirizzato la loro attività verso l'attuazione della pedagogia Montessori nelle scuole pubbliche, per i genitori che praticano l'educazione parentale e gli educatori in generale.
A partire dai primi anni del 2000 in Italia le aperture di nuove scuole Montessori si susseguono senza sosta, così come il numero degli iscritti aumenta con ritmi del 30-40%.

## Riconoscimenti
1949, 1950 e 1951

Francobollo emesso dalle Poste Italiane nel 1970, in occasione del centenario della nascita

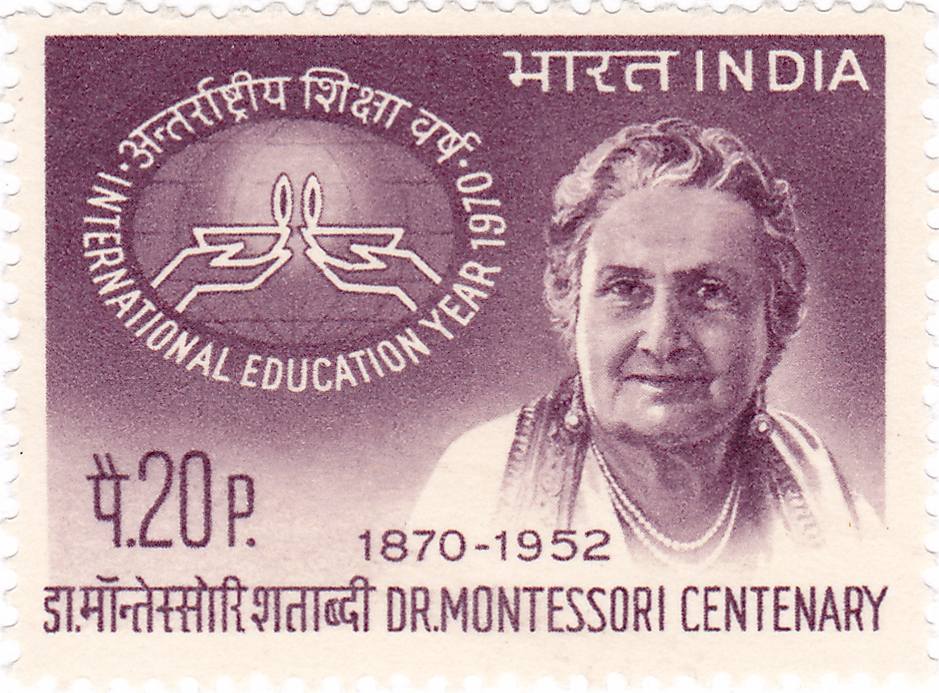
Francobollo emesso dalle Poste Indiane nel 1970, in occasione del centenario della nascita

Francobollo emesso dalle Poste Italiane in occasione del centenario dall'apertura della casa dei Bambini nel quartiere di San Lorenzo (Roma)

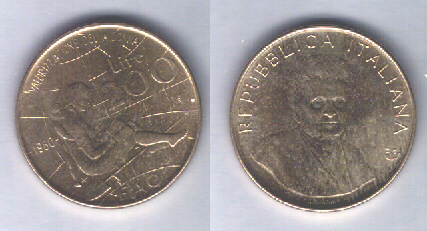
Moneta commemorativa da 200 lire emessa nel 1980, per celebrare la valorizzazione della donna

La foto di Sandro Da Re, scattata a Sombreno (BG) nel 1949, quando Maria Montessori aveva 79 anni; da questa foto è stata tratta l'immagine posta sulla banconota da 1000 lire e sul francobollo del 1970

- Maria Montessori è stata candidata al premio Nobel per la pace[85].

1970
- In occasione del centenario della nascita, le poste indiane le dedicarono un francobollo, che testimonia anche il legame speciale tra Maria e il grande paese asiatico[86].
- Nello stesso anno anche il Pakistan emise un francobollo per l'educatrice italiana, ritratta in atteggiamento pensoso[87].
- In Italia venne emesso, per il centenario di Maria Montessori, un francobollo in cui è raffigurata sullo sfondo di un giardino in cui giocano dei bambini[86].

### 1980
Viene emessa la prima moneta da 200 Lire commemorativa Italiana; sono le 200 Lire FAO del 1980, coniate per commemorare la Giornata Internazionale della Donna e dedicate a Maria Montessori, raffigurata nel dritto della moneta.
1985
- Sul pianeta Venere, un cratere di 42 km di diametro è stato dedicato a Maria Montessori[89].

1990
- Maria Montessori è stata la prima e unica donna italiana a cui è stata dedicata una banconota: durante gli anni novanta, un suo ritratto è stato presente sulla banconota da 1.000 lire italiane; la banconota ebbe corso fino all'adozione dell'euro. La foto da cui l'incisore prese spunto è stata scattata del fotografo bergamasco Sandro Da Re. Nella foto Maria Montessori ha lo sguardo rivolto a destra, nelle banconote verso sinistra. Questo perché l'incisore ritrasse l'immagine così come la vedeva, il che comportò la stampa rovesciata sulla filigrana.

1994
- La compagnia aerea olandese KLM le ha intitolato il McDonnell Douglas MD-11 PH-KCB[90].

2000
- Lo Sri Lanka emise un francobollo a lei dedicato in cui è riportata in la sua frase within the child is the man he will become, ossia all'interno del bambino c'è l'uomo che diverrà[91].

2007
- In occasione del centenario dell'apertura della prima casa dei bambini, venne organizzata a Roma una conferenza internazionale (Conferenza del Centenario)[92].
- Le Poste Italiane emisero un francobollo commemorativo, con un ritratto dell'educatrice in primo piano e le immagini a confronto di scolari montessoriani del 1907 e del 2007, per mettere in risalto la sorprendente attualità del metodo Montessori[93].
- Anche nel Regno Unito venne celebrato l'anniversario del 2007 con un congresso nazionale (UK centenary conference), tenuta a Londra in due diverse giornate[94].

2015
- Nel 2015 il Comune di Milano ha deciso che il suo nome venga iscritto nel Pantheon di Milano, all'interno del Cimitero Monumentale[95].

2020
- Nel 2020 la rivista statunitense TIME inserisce la Montessori tra le 100 donne più importanti e influenti dell'ultimo secolo.[96]
- Nel 2020, per il centocinquantesimo anniversario della sua nascita, viene coniata una moneta commemorativa da 2 euro.

2023
- Dal 1º gennaio 2023 sono divenute di pubblico dominio in Italia le opere di Maria Montessori, in seguito alla legge sul diritto d'autore, che prevede che i diritti patrimoniali scadano dopo 70 anni dalla morte di uno scrittore.[97]

## Filmografia
- Maria Montessori - Una vita per i bambini (2007, miniserie) regia di Gianluca Maria Tavarelli
- Maria Montessori - La Nouvelle Femme (2023), regia di Léa Todorov